# História das relações internacionais do Brasil
A história das relações internacionais do Brasil é a cronologia de eventos envolvendo a política externa brasileira em tratados, reivindicações e conflitos.

## Período colonial
- 1493 - Bula Inter Coetera
- 1494 - Tratado de Tordesilhas
- 1750 - Tratado de Madrid
- 1761 - Tratado de El Pardo
- 1777 - Tratado de Santo Ildefonso
- 1801 - Tratado de Badajoz
- 1808 - Decreto de Abertura dos Portos às Nações Amigas
- 1810 - Tratado de Aliança e Amizade
- 1810 - Tratado de Comércio e Navegação

## Período monárquico

### Primeiro Reinado
Durante os primeiros anos da história do Brasil enquanto Estado independente, a política externa esteve voltada para o seu reconhecimento por outras nações, pela atenção dada à região platina e pelo estabelecimento de relações diplomáticas com outros países, especialmente através dos Tratados de Amizade e Paz.

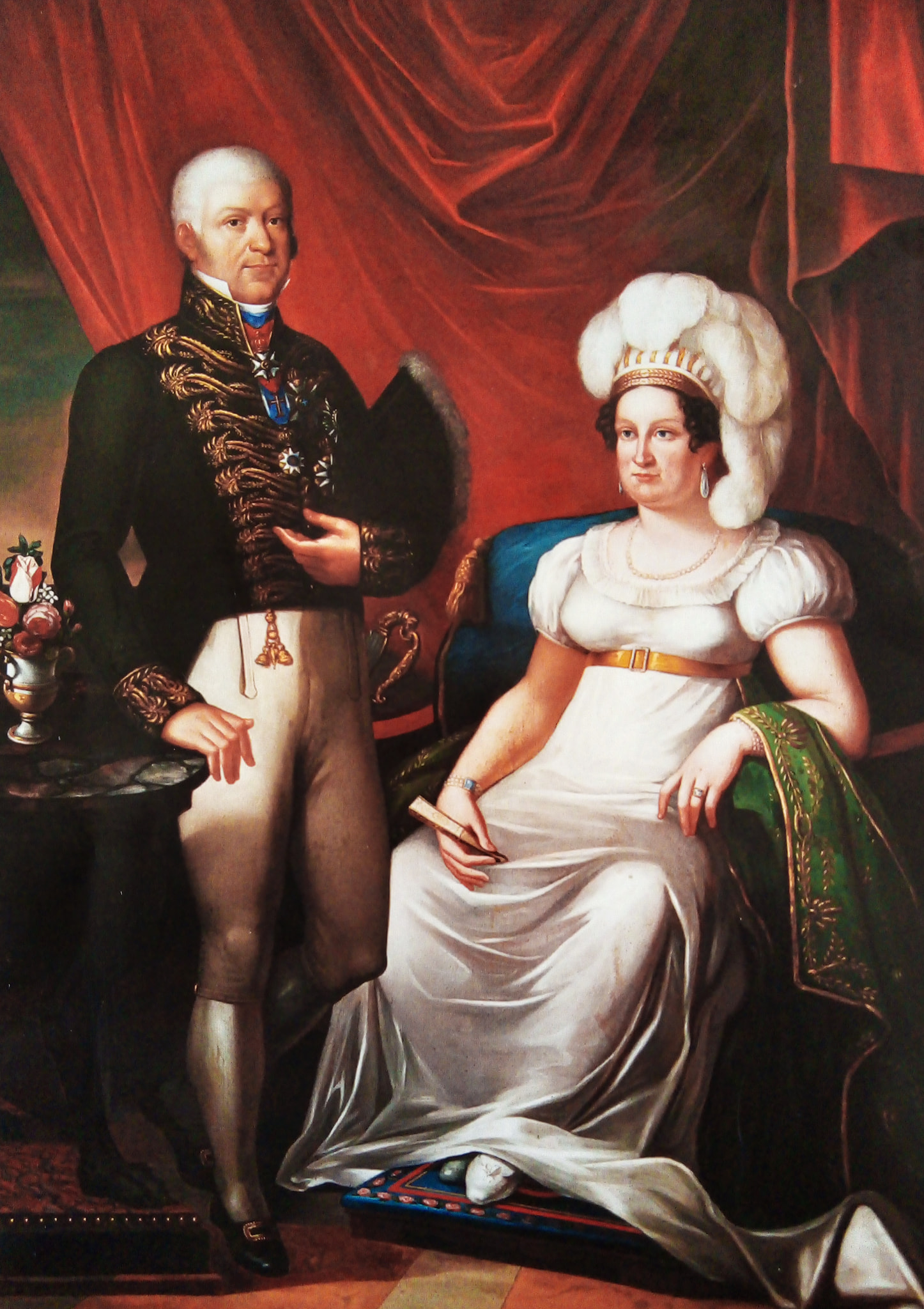
Luis José de Carvalho e Melo, Ministro das Relações Exteriores, responsável por negociar o Tratado do Rio de Janeiro (1825).

O primeiro chanceler brasileiro foi José Bonifácio de Andrada e Silva, que se manteve no cargo até 16 de julho de 1823. Em 26 de maio daquele ano, os Estados Unidos da América se tornariam o primeiro país a reconhecer a Independência do Brasil.  Em 14 de novembro de 1823, Luís José de Carvalho e Melo, o Visconde de Cachoeira, seria nomeado Ministro das Relações Exteriores, sendo um dos diplomatas mais importantes deste período. Durante a sua gestão frente ao ministério, Caldeira Brant e Gameiro Pessoa negociaram em Londres o primeiro empréstimo público assumido pelo Brasil (agosto de 1824) junto a Barão de Rothschild, o México se tornaria o segundo país a reconhecer a independência do Brasil (9 de março de 1825), teria início a Guerra da Cisplatina (19 de abril de 1825) e seria assinado o Tratado do Rio de Janeiro entre Brasil e Portugal, reconhecendo a Independência do Brasil e colocando fim à Guerra de Independência, celebrado com a interveniência da Grã-Bretanha. Além disso, o tratado continha uma cláusula pela qual o Brasil se comprometia em regulamentar e abolir ulteriormente o comércio das escravaturas nas costas da África. Em 24 de setembro de 1825 aconteceria a Batalha de Rincón, primeiro grande êxito militar da Cruzada Libertadora na Guerra da Cisplatina.

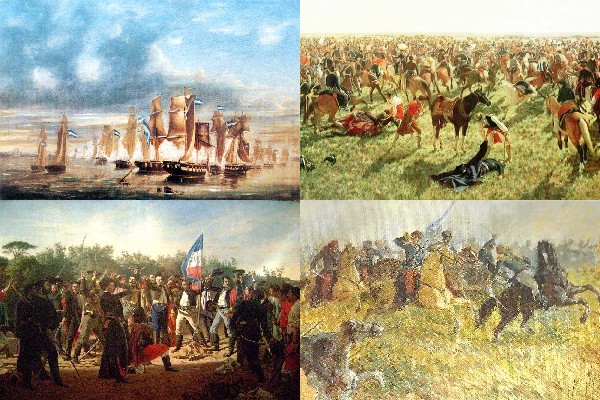
Guerra da Cisplatina, evento militar mais importante na política externa brasileira durante o Primeiro Reinado.

Francisco Vilela Barbosa, que fora Ministro das Relações Exteriores por quatro dias em 1823 e plenipotenciário brasileiro no Tratado do Rio de Janeiro, teria mais uma breve passagem pelo cargo entre outubro e novembro de 1825. Durante esse período, ocorreria a Batalha de Sarandi, determinante para que o governo rioplatenho decidisse apoiar à Cruzada Libertadora contra o Brasil. Em 18 de outubro, o Reino Unido reconheceria a independência do Brasil, seguido pela França oito dias depois. O Marquês de Paranaguá seria sucedido por José Egídio Álvares de Almeida, outro plenipotenciário brasileiro no Tratado do Rio de Janeiro e futuro embaixador do Brasil em Londres e Paris em missões extraordinárias. Mantendo-se no cargo por três meses, período em que o Brasil declarou declara guerra ao Governo das Províncias Unidas do Rio da Prata (10 de dezembro de 1825), teve sua independência reconhecida pela Áustria e pela Suécia (30 de dezembro de 1825 e 5 de janeiro de 1826, respectivamente) e assinou seu primeiro Tratado de Amizade, Navegação e Comércio, em 8 de janeiro de 1826, com a França.
O reconhecimento da Independência do Brasil por outros Estados teria continuação durante o período em que Antônio Luis Pereira da Cunha esteve à frente do Ministério das Relações Exteriores (20 de janeiro de 1826 a 15 de janeiro de 1827), sendo reconhecido pelos Estados Papais, Suíça, Países Baixos, Prússia e Rússia. Entre junho e julho de 1826, ocorreria o Congresso do Panamá, no qual o Brasil esteve ausente. Em 23 de novembro de 1826, seria assinada entre Brasil e Reino Unido a Convenção sobre o Tráfico de Escravos, em que o governo brasileiro se comprometia em tornar o comércio de cativos uma atividade de pirataria em até três anos. João Severiano Maciel da Costa sucedera o Marquês de Inhambupe como ministro, mantendo-se no cargo entre janeiro e novembro de 1827. O início deste ano fora marcado por uma série de batalhas no âmbito da Guerra da Cisplatina: Batalha de Vacacai, Batalha de Umbu, Batalha do Passo do Rosário e Batalha de Monte Santiago. Em 24 de maio, Brasil e Argentina concluiriam a assinatura de uma Convenção Preliminar de Paz sobre tal guerra. Em 17 de agosto, Brasil e Inglaterra (representada por Robert Gordon) firmariam o Tratado de Amizade, Navegação e Comércio de 1827, um dos principais tratados em matéria econômica do período do Primeiro Reinado, sendo uma adaptação do Tratado de Comércio e Navegação de 1810. Válido por 15 anos, tal dispositivo confirmava a condição de nação mais favorecida, limitando também as tarifas de importação sobre produtos ingleses a 15% ad valorem.
Entre 20 de novembro de 1827 e 4 de dezembro de 1829, as relações exteriores brasileiras seriam comandadas por João Carlos Augusto de Oyenhausen-Gravenburg, quando a cláusula de nação mais favorecida fora também estabelecida em Tratados de Amizade, Navegação e Comércio com a Áustria, Prússia, Cidades Hanseáticas (1827), Dinamarca, EUA e Países Baixos (1828) e Sardenha (1829),  benefício que seria estendido aos produtos de todas as proveniências a partir da Lei de 24 de setembro de 1828 (ou "Tarifa Bernardo Pereira de Vasconcelos"). Em julho de 1829, o Brasil contrairia seu segundo empréstimo em Londres, que ficou conhecido como "empréstimo ruinoso". Além das questões econômicas, o período foi marcado pelo fim da Guerra da Cisplatina, encerrada de fato na Batalha de Las Piedras (18 de maio de 1828) e de jure com a assinatura do Tratado do Rio de Janeiro (27 de agosto de 1828) por Brasil e Províncias Unidas do Rio da Prata sob a mediação do Reino Unido, estabelecendo a independência da República Oriental do Uruguai. Em 13 de março de 1830 a Convenção sobre o Tráfico de Escravos entre Brasil e Inglaterra tornava-se lei, proibindo assim o comércio de cativos no país.
15 de dezembro de 1830: prestação de contas do Ministério perante a Assembleia.

### Período Regencial

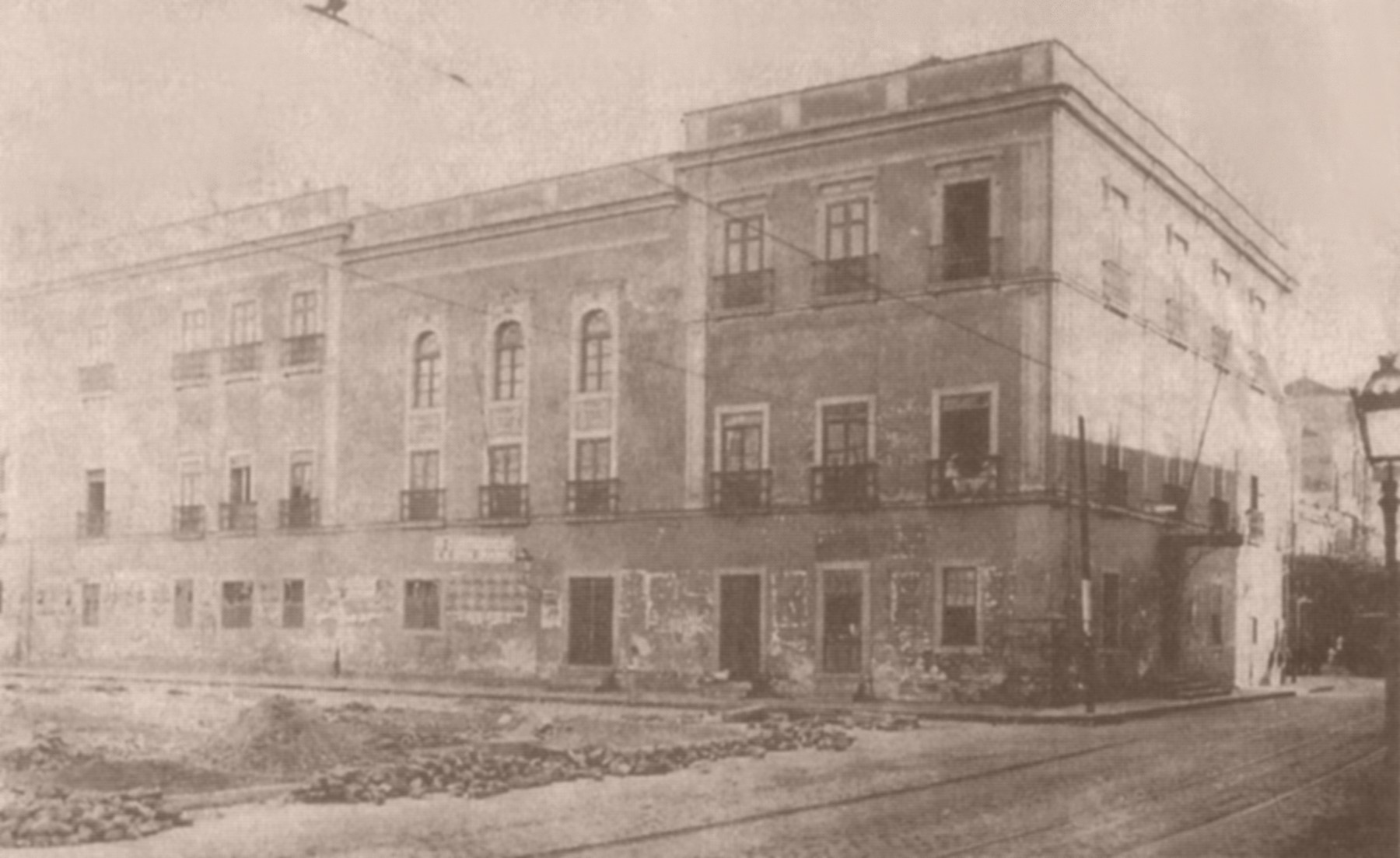
O poder legislativo do Império, com sede primeiro na Cadeia Velha (imagem acima) e depois no Palácio do Conde dos Arcos, passa a ter maior influência e competências sobre a política exterior brasileira durante o período da regência.

Ao final do reinado de Dom Pedro I, o Ministério das Relações Exteriores seria chefiado por Francisco Carneiro de Campos, que se manteria no cargo até 3 de agosto de 1832. Durante este período, ocorreria algumas reformas no Ministério que serão dos eventos mais importantes da política externa brasileira durante a Regência, uma vez que a instabilidade interna voltara o foco das atenções para questões nacionais e houve poucos eventos de grande relevância para o Brasil em matéria internacional. A partir de 15 de dezembro de 1830, passara a ser exigido do Ministro a prestação de contas perante a Assembleia e, em 14 de junho do ano seguinte, quando foram definidas as competências dos regentes, obrigou-se a apresentação ao parlamento de um relatório anual da Repartição dos Negócios Estrangeiros, bem como se estabeleceu que os tratados internacionais, de qualquer natureza, seria submetidos à Assembleia (competência de depois seria transferida ao Conselho de Estado). Assim, uma maior participação crítica na política externa brasileira vai ganhando espaço nas instituições (Câmara, Gabinete, Senado e Conselho) e se consolida a visão de afirmação nacional. Em meados da década, uma outra reforma ministerial é instituída, através do regimento consular e do regimento das legações, que estabelecessem normas administrativas para exercício da função (1834). Sabe-se que, em 1836, o Ministério contava com 19 pessoas e o corpo diplomático no exterior com 39.
Em 7 de novembro de 1831 era promulgada a Lei Feijó, que proibia definitivamente o tráfico de escravos, embora não tenha tido sucesso prático. Durante esse período, o Brasil manteve uma política de neutralidade no Rio da Prata e até 1838, as fronteiras não aparecem como preocupação da diplomacia, até que alguns eventos, como as agitações no Uruguai junto ao Rio Grande do Sul, a concessão de sesmarias por autoridades de Chiquitos no Mato Groso e a invasão francesa ao Oiapoque, levam à mudança. O Brasil não aceitara a aplicação do Tratado de Santo Ildefonso no início das negociações de fronteiras, com a Grã-Colômbia (1826); Bolívia (1834 e 1837) e outros países, levando o ministro uruguaio Lucas Obes a propor, em 1834, uma união de todos os Estados limítrofes para forçar o Brasil a respeitar o tratado.
Em 1839, o Brasil realiza seu terceiro empréstimo junto a um banco londrino.

### Segundo Reinado
A política externa do Brasil durante o Segundo Reinado pode ser analisada sob a ótica econômica e sob a perspectiva militar-territorial. Do ponto de vista econômico, pode-se destacar os assuntos relacionados à política tarifária brasileira, a contratação de empréstimos e atração de investimentos estrangeiros, bem como os assuntos relacionados à escravidão e imigração. Do ponto de vista militar-territorial, ressalta-se o posicionamento do Brasil na Bacia do Prata e a chamada "Grande Política Americanista", destinada a estreitar os vínculos com os vizinhos e resolver questões fronteiriças.
Apesar das disputas entre os grupos políticos do período imperial, a política externa foi marcada por uma relativa conciliação entre os partidos Liberal e Conservador, dando a ela as características de uma política de Estado, e não de governo, em que houve pouca interferência de Dom Pedro II, por vezes tratado como um pacifista e moderado. Pode-se destacar dois grupos, que, apesar de antagônicos, pouco divergiam e muito articulavam:
- Moderados, avessos à política de força, em que sobressai as figuras de Antônio Paulino Limpo de Abreu (Visconde de Abaeté); Pedro de Araújo Lima (marquês de Olinda) e João Lins Vieira Cansanção de Sinimbu (visconde do Sinimbu);
- Realistas, menos idealistas: Paulino José Soares de Sousa (Visconde de Uruguai); Honório Hermeto Carneiro Leão (marquês do Paraná); João Maurício Wanderley (barão do Cotegipe) e José Antônio Saraiva.
- José Maria da Silva Paranhos (visconde do Rio Branco), apesar de estar mais próximo do segundo grupo, representou a síntese das duas tendências.[5]

O período também foi marcado por reformas administrativas no Ministério das Relações Exteriores. Em 26 de fevereiro de 1842 um regulamento da Secretaria de Estado dos Negócios Estrangeiros dividia-a em quatro seções (Inglaterra e França, resto da Europa, América e Contabilidade) e estabelecia o concurso público para a carreira diplomática. Outras sucessivas reformas do Ministério dos Negócios Estrangeiros (1847, 1851, 1852 e 1859) o dotaram de normas e quadros habilitados.

Principais Expoentes da Política Externa Brasileira durante o Segundo Reinado.
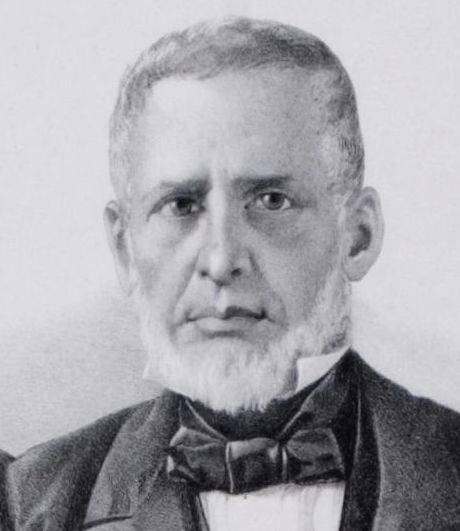
Antônio Paulino Limpo de Abreu, Ministro das Relações Exteriores em 1836; 1837; 1845-46; 1848; e 1853-55; e Presidente do Conselho de Ministros em 1858-59. Como diplomata, executou várias missões em Montevidéu e na Confederação Argentina.
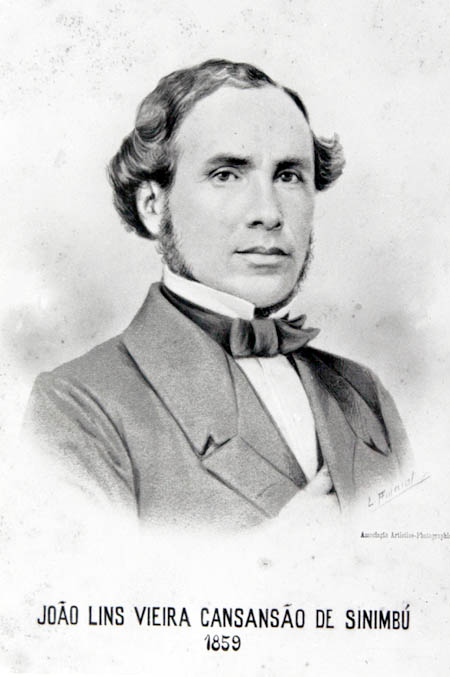
João Lins Vieira Cansanção de Sinimbu, Ministro das Relações Exteriores em 1859-61; e Presidente do Conselho de Ministros em 1878-80.
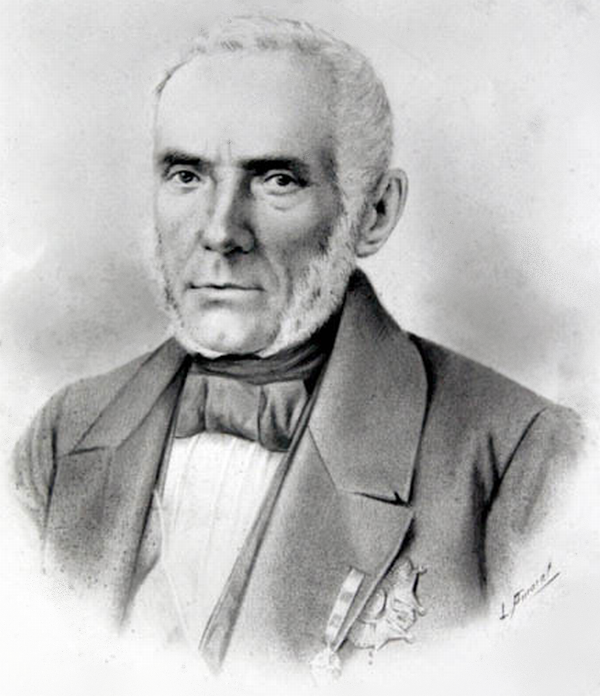
Pedro de Araújo Lima, Regente do Império do Brasil em 1838-40; Ministro das Relações Exteriores em 1848-49; e Presidente do Conselho de Ministros em 1848-49; 1862-64; 1865-66.
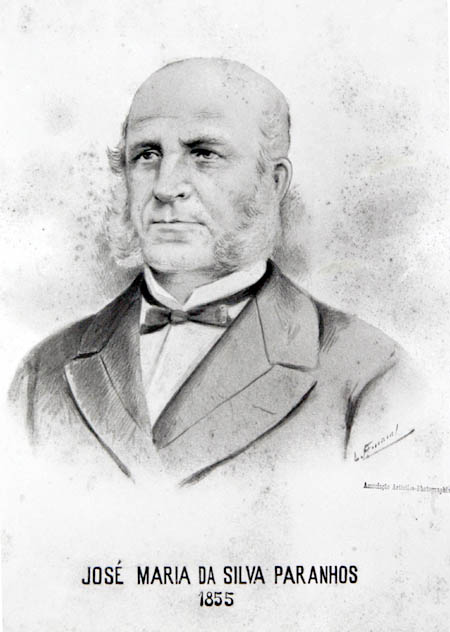
José Maria da Silva Paranhos, Ministro das Relações Exteriores em 1855-57 e 1858-59; e Presidente do Conselho de Ministros em 1871-75. Sua carreira como diplomata foi marcada pela atuação junto aos países da Bacia do Prata, sobretudo na Guerra do Paraguai.
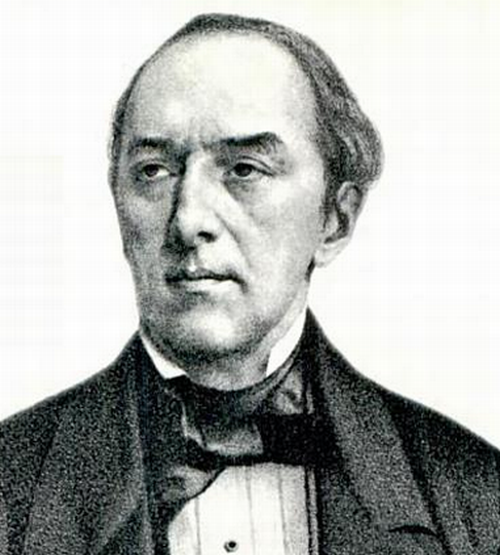
Paulino José Soares de Sousa, Ministro dos Negócios Estrangeiros em 1843-44 e 1849-53. Destacam-se em sua carreira como diplomata a participação na Lei Eusébio de Queirós, a negociação de questões limítrofes com a Guiana Francesa e seu parecer sobre a navegação do Rio Amazonas.
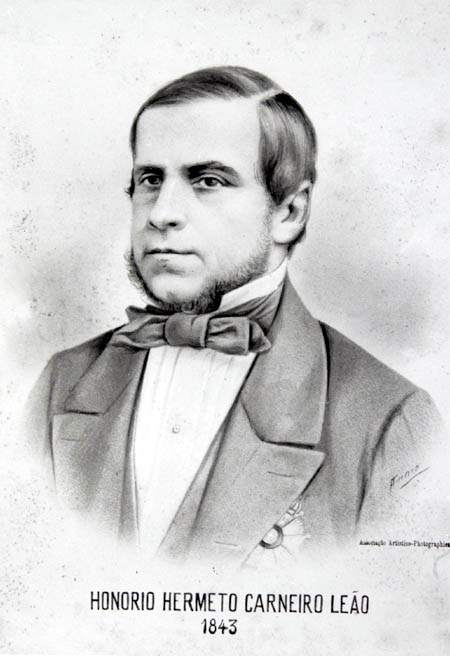
Honório Hermeto Carneiro Leão, Ministro dos Negócios Estrangeiros em 1843; e Presidente do Conselho de Ministros em 1853-56. Teve atuação de destaque na Guerra do Prata contra Manuel Rosas.
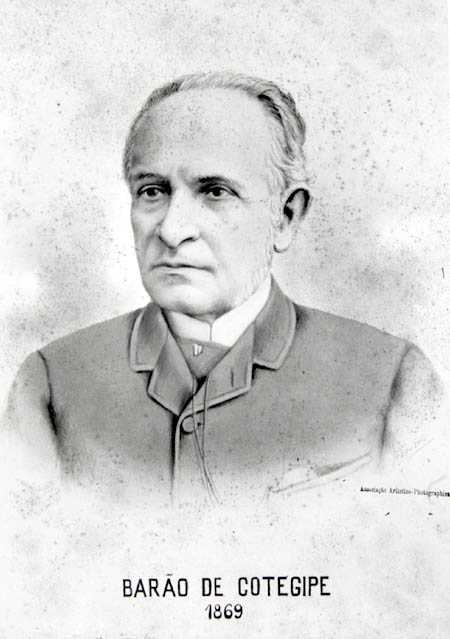
João Maurício Wanderley, Ministro das Relações Exteriores em 1875-77 e 1885-88; e Primeiro-Ministro em 1885-88.
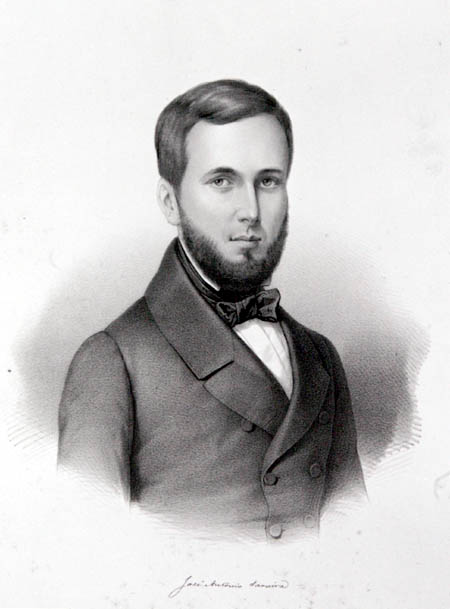
José Antônio Saraiva, Ministro das Relações Exteriores em 1865-66; e Presidente do Conselho de Ministros em 1880-82 e 1885.

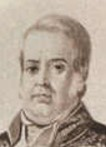
O decreto de 12 de agosto de 1844, formulado pelo então Ministro da Fazenda Manuel Alves Branco, estabeleceu uma nova tarifa de 2% e 60% a ser cobrada de todas as importações, colocando fim ao sistema de tratados preferenciais.

#### Diplomacia econômica
Durante o Segundo Reinado, a diplomacia econômica foi marcada pelos embates políticos travados entre 1843 e 1847 a respeito da política tarifária brasileira, com os membros do Partido Liberal defendendo uma maior abertura comercial, enquanto os representantes do Partido Conservador eram mais propensos à "política industrialista" protecionista. Outra pauta econômica importante na política externa foi a contratação e a concessão de empréstimos externos, junto à Inglaterra e aos países da Bacia do Prata, respectivamente. Pode-se destacar também a busca por investimentos estrangeiros e a promoção comercial do Brasil através das viagens internacionais de Dom Pedro II, da participação do país em feiras internacionais e do estabelecimento de regulações relativas a investimentos externos. Por fim, destaca-se as negociações com outros países relativas ao tráfico de escravos, sobretudo com a Inglaterra, e a atração de mão de obra europeia.

##### Política Tarifária
Entre 1822 e 1843-1844, a balança comercial brasileira apresentara um déficit médio de 700 mil libras, com superávit em apenas 4 anos, acumulando um déficit total de 15 milhões de libras durante o período. Além dos efeitos negativos para os cofres públicos, que dependiam maciçamente dos impostos sobre o comércio exterior, um dos principais aspectos negativos de tal cenário era a relação desigual de comércio com a Inglaterra, principal responsável pelo quadro deficitário do balanço comercial brasileiro, uma vez que tinha no Brasil um importante destino de seus produtos manufaturados mas que recebia restrições para o comércio de produtos agrícolas que competiam com as colônias inglesas. Durante a década de 1840, as críticas ao sistema de tratados por parte do Parlamento se intensificam e a tentativa de renegociação com a Inglaterra do tratado de comércio de 1827 se mostra ineficaz, culminando na promulgação no "projeto industrialista" da Tarifa Alves Branco (e, consequentemente, na extinção do sistema de tratados) e na interrupção da cooperação bilateral Brasil-Reino Unido em matéria de repressão ao tráfico, com a promulgação da Lei Aberdeen e a cessação da Convenção sobre o Tráfico de Escravos de 1826.

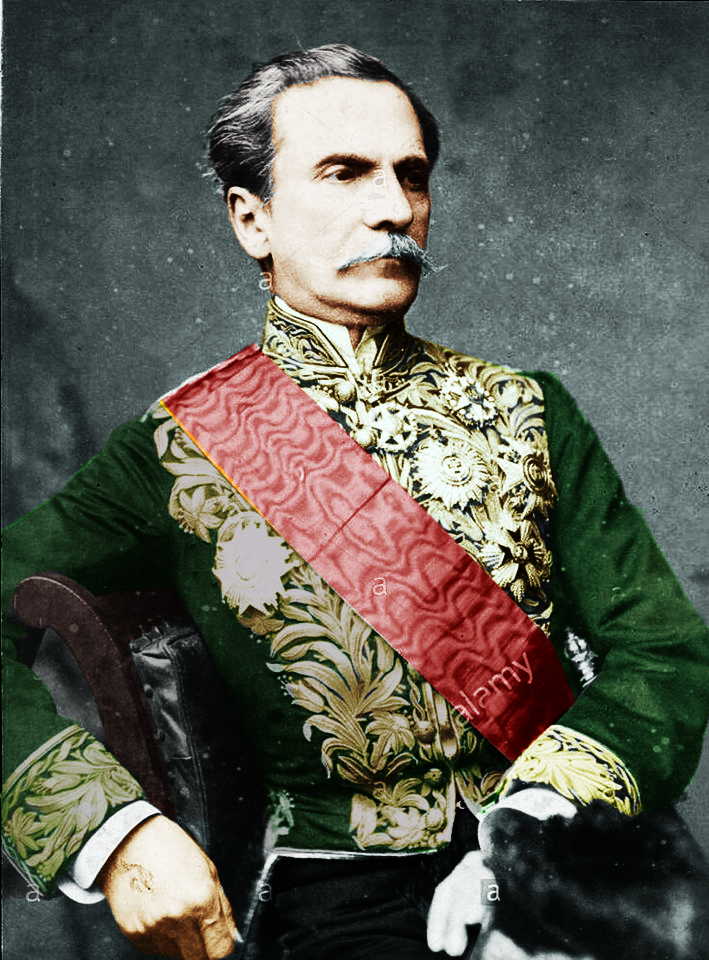
Francisco Inácio de Carvalho Moreira, o Barão de Penedo, foi ministro plenipotenciário do Brasil nos EUA e na Inglaterra, sendo responsável pela negociação dos empréstimos brasileiros em Londres a partir de 1855.

##### Empréstimos
Diversos empréstimos foram contraídos ao longo do período imperial, sendo três no Primeiro Reinado, um durante as regências e treze durante o Segundo Reinado, num total de dezessete operações externas, ou seja, uma a cada quatro anos aproximadamente. A quase totalidade desses empréstimos foi, sob instruções das autoridades fazendárias, negociada pelos diplomatas brasileiros lotados em Londres junto a banqueiros privados da City, majoritariamente a Casa Nathan Mayer Rothschild.& Sons. A finalidade destes empréstimos foram das mais diversas, como o pagamento da indenização pela independência a Portugal, o custeio do déficit público, o financiamento de ferrovias e outras obras públicas, o resgate de empresas privadas, os gastos da Guerra do Paraguai e indenizações relacionadas à abolição. Destaca-se a figura de Francisco Inácio de Carvalho Moreira, diplomata responsável pela contratação de empréstimos em Londres desde 1855. A diplomacia profissional atuava como delegacia do Tesouro no exterior, desempenhando um papel múltiplo em seu mandato de intermediária política entre os interesses do Tesouro e os dos banqueiros londrinos. A separação de funções da Legação em Londres dos assuntos financeiros do estado brasileiro só se daria em 1867.
O Brasil teve um relativo sucesso na condução de sua política da dívida pública durante o período imperial, apresentando maior confiança aos mercados do que os outros Estados latino-americanos, conseguindo termos mais favoráveis nos empréstimos ao longo do tempo, com maior volume de capital tomado e melhores condições de prazo e juros. Além de devedor para com o setor financeiro londrino, o Brasil, entre 1851 e 1868, assume uma feição que seria bastante rara no exercício de própria diplomacia financeira, a de credor de países da bacia do Prata, como forma de exercer influência na República Oriental do Uruguai, na Confederação Argentina e nas províncias argentinas de Entre Rios e Corrientes, financiando governos de aliados políticos. Tais empréstimos, por vezes realizados com a participação de Irineu Evangelista de Souza, tiveram uma relativa condescendência por parte do Brasil, na medida em que se adiaram por diversas vezes as amortizações e juros devidos, sem que o Governo Imperial conseguisse obter satisfação e, ocasionalmente, cabia à diplomacia brasileira protestar contra certas práticas financeiras que resultavam num tratamento diferencial e desfavorável em relação aos interesses do Brasil. O termo desses empréstimos se dava através do patacão.

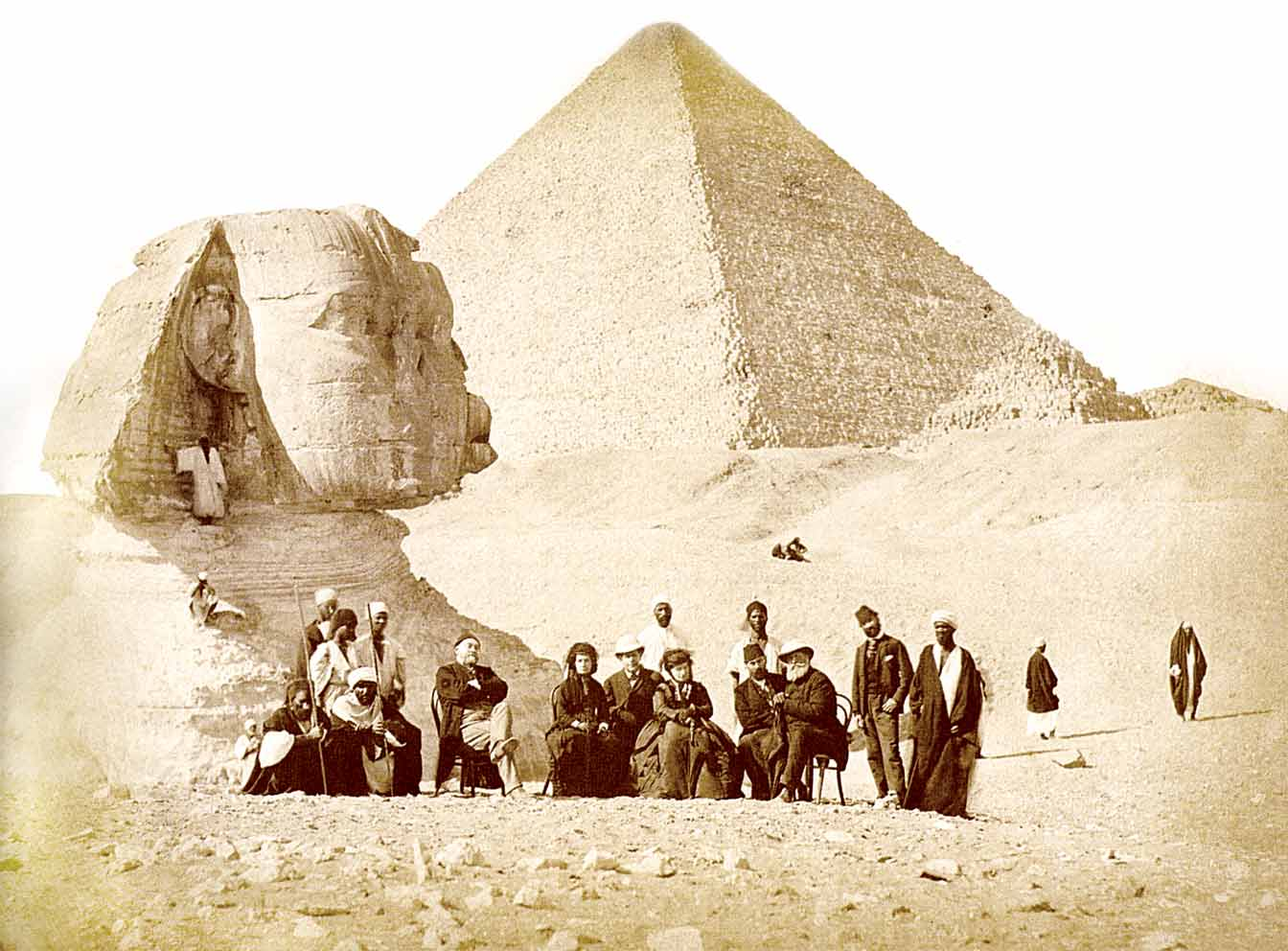
Um grande grupo rodeia Dom Pedro II, durante a visita ao Egito em 1871. As viagens internacionais do imperador foram um importante instrumento da diplomacia econômica brasileira durante o Segundo Reinado.

| Ano  | Valor (em libras esterlinas) | Banco                   | Tipo (%) | Juros (%) | Prazo (anos) | Finalidade Principal do Empréstimo                                                                                |
| ---- | ---------------------------- | ----------------------- | -------- | --------- | ------------ | --- |
| 1843 | 732 000                      | Goldsmid, et al.        | 85       | 5         | 20           | Amortizações da dívida externa, cobertura de déficits, pagamento de juros.                                        |
| 1852 | 1 040 000                    | N. M. Rothschild & Sons | 95       | 4,5       | 30           | Resgate do remanescente do empréstimo “português” de 1825.                                                        |
| 1854 | 3 173 000                    | N. M. Rothschild & Sons | 100      | 5         | 10           | Rolagem do empréstimo de 1824.                                                                                    |
| 1858 | 1 523 500                    | N. M. Rothschild & Sons | 95,5     | 4,5       | 20           | Prolongamento e resgate da estrada de ferro D. Pedro II.                                                          |
| 1859 | 508 000                      | N. M. Rothschild & Sons | 100      | 5         | 30           | Pagamento do saldo remanescente do empréstimo de 1829.                                                            |
| 1860 | 1 373 000                    | N. M. Rothschild & Sons | 90       | 4,5       | 30           | Prolongamento da estrada de ferro do São Francisco; resgate da Companhia Industrial Mucury.                       |
| 1863 | 3 855 300                    | N. M. Rothschild & Sons | 88       | 4,5       | 37           | Cobertura de déficits, pagamento de empréstimos anteriores (1824 e 1843).                                         |
| 1865 | 6 963 600                    | N. M. Rothschild & Sons | 74       | 5         | 37           | Cobertura de déficits, financiamento da Guerra do Paraguai.                                                       |
| 1871 | 3 459 000                    | N. M. Rothschild & Sons | 89       | 5         | 30           | Cobertura de déficits, pagamento de juros e construção de estradas de ferro.                                      |
| 1875 | 5 301 200                    | N. M. Rothschild & Sons | 96,5     | 5         | 38           | Cobertura de déficits, financiamento e garantia de dividendos para construção de estradas de ferro.               |
| 1883 | 4 599 600                    | N. M. Rothschild & Sons | 89       | 4,5       | 38           | Serviços de infraestrutura urbana e construção de estrada de ferro e de engenhos de açúcar.                       |
| 1886 | 6 431 000                    | N. M. Rothschild & Sons | 95       | 5         | 38           | Cobertura de déficits orçamentários e pagamento de juros.                                                         |
| 1888 | 6 297 300                    | N. M. Rothschild & Sons | 97       | 4,5       | 38           | Extensão e construção de estradas de ferro e pagamento de indenizações aos ex-cativos como resultado da abolição. |
| 1889 | 19 837 000                   | N. M. Rothschild & Sons | 90       | 4         | 56           | Conversão dos empréstimos de 1865, 1871,1875, 1886 e 1888.                                                        |

##### Atração de investimentos e promoção comercial
A diplomacia econômica do Segundo Reinado foi marcada também pela atração de investimentos externos, na busca de inserir o Brasil na economia global. Esse processo foi caracterizado pelas inúmeras viagens de Dom Pedro II ao redor do mundo, pela participação ou organização brasileira em diversas feiras internacionais, pela inserção brasileira no sistema internacional de patentes e pela participação efetiva do capital estrangeiro em determinados setores, além do incremento do registro de companhias privadas estrangeiras.
Dom Pedro II fez sua primeira viagem internacional em 1871 rumo à Europa e ao Egito, após a morte de sua filha Leopoldina em Viena, na Áustria. Sua segunda viagem começou nos Estados Unidos em 1876, onde compareceu à comemoração dos 100 anos da independência americana e visitou a Exposição Universal na Filadélfia, seguindo depois para o Canadá, Europa, Turquia, Egito, e por fim chegou à região do Oriente Médio, onde visitou Síria, Líbano e Palestina, incluindo Jerusalém. A última viagem para a Europa, em 1888, teve como principal motivo a recuperação de sua saúde, pois, sofrendo de graves febres em decorrência da diabetes, Pedro II foi aconselhado por seus médicos a passar um ano e dois meses na Europa, entre Alemanha, Itália e França.
Durante o Segundo Reinado, o Brasil participou de uma série de feiras internacionais, onde se realizava um trabalho de promoção comercial dos produtos nacionais e de captação “tecnológica” era pelos agentes consulares do Império, ao passo que os diplomatas se encarregavam da participação oficial do Estado brasileiro. Entre 1861 e 1889, o Brasil participou da Exposição Internacional de Londres; Exposição Universal de Paris; Exposição Universal de Viena; Exposição Universal da Filadélfia; Exposição Continental em Buenos Aires (1882); Exposição Internacional em São Petersburgo (1884); e 3ª Exposição Universal de Paris.

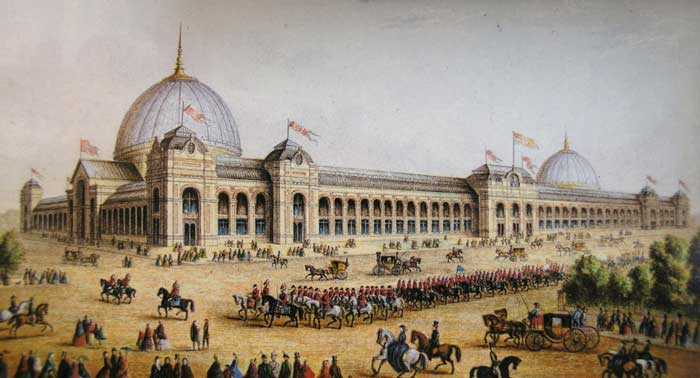
Exposição Universal de 1862, em Londres. A participação nestas feiras foi uma importante ferramenta da promoção comercial e da atração de investimentos para o Brasil.

A Constituição de 1824 reconhecia os privilégios dos inventores, inclusive com cláusula de ressarcimento por uso ilegal ou divulgação indevida (alínea 26 do artigo 179) e o Brasil já possuía um quadro legal eminentemente positivo de proteção à propriedade intelectual, embora o registro de patentes de invenção brasileiras ou a introdução de inovações estrangeiras se mantivesse em níveis flagrantemente baixos, levando o governo brasileiro, e a diplomacia especialmente, a buscar a atração de "invenções úteis" para o país. Dessa forma, o Brasil passa, a partir da década de 1870, a firmar uma série de acordos sobre proteção da propriedade intelectual com diversos países e, em 1880, o país (representado pelo Conde de Villeneuve) participava em Paris, junto com quinze outras nações, de uma conferência promovida pela França que resultaria na Convenção de Paris de 1883.
No século XIX, a participação do capital estrangeiro, sobretudo europeu, em atividades econômicas nos países de colonização recente era significativa. Apesar de algumas poucas atividades profissionais estarem restritas aos brasileiros, qualquer estrangeiro podia tornar‑se comerciante no Brasil, gozando dos mesmos direitos e prerrogativas que os nacionais. O registro efetivo de companhias estrangeiras no Brasil só começa em 1860, sobretudo devido ao Código Comercial de 1850, muito embora, desde a abertura dos portos, os interesses estrangeiros iniciam um fluxo de investimentos que se intensificará a partir de meados do século. A raiz da preeminência inglesa nessa área pode ser identificado nos privilégios exclusivos previstos no Tratado de Comércio e Navegação de 1810 (bem como no Tratado de Amizade, Navegação e Comércio de 1827), como os direitos alfandegários, o princípio da “extraterritorialidade” (assegurado por foro especial e juízes da nação britânica) e a liberdade de religião. Os investimentos britânicos eram realizados, sobretudo, nas atividades de intermediação comercial e bancária, mas eles foram também progressivamente atraídos para os transportes e a infraestrutura em geral.
O financiamento do comércio exterior era feito, a princípio, pelas próprias casas exportadoras, em virtude do incipiente setor bancário do país. Não existiam, na primeira metade do século, bancos estrangeiros no país, mas tampouco havia discriminação no que se refere à participação de estrangeiros nas casas bancárias organizadas no Brasil, como nos casos dos bancos do Barão de Mauá, que contaram com a participação de capital inglês. Em 1862 um decreto de outubro ano permitiu a constituição, como sociedade anônima, da primeira casa bancária estrangeira, o London & Brazilian Bank; alguns meses depois, outro banco inglês foi fundado no Rio de Janeiro, o The Brazilian and Portuguese Bank, que depois mudou o seu nome para The English Bank of Rio de Janeiro Ltd.  Na mesma época, capitalistas alemães fundaram o Deutsche Brasilianische Bank (operando até 1875) e o Banque Brésilienne Française, primeira companhia francesa a ser autorizada a funcionar no Brasil, constituiu‑se em 1872.
| Setores                      | Nº de empresas | Capital investido pelas empresas | % do total de investimentos |
| ---------------------------- | -------------- | -------------------------------- | --------------------------- |
| 1. Serviços Básicos          | 21             | 15 346 566                       | 57,8%                       |
| 1.1 Ferrovias                | 7              | 8 971 320                        | 33,8%                       |
| 1.2 Companhias de Gás        | 7              | 1 735 000                        | 6,5%                        |
| 1.3 Telégrafos e Telefones   | 2              | 1 650 000                        | 6,2%                        |
| 1.4 Transporte Urbano        | 2              | 1 519 437                        | 5,7%                        |
| 1.5 Companhias de Navegação  | 1              | 507 237                          | 1,9%                        |
| 1.6 Obras Públicas           | 1              | 481 786                          | 1,8%                        |
| 1.7 Serviços Particulares    | 1              | 481 786                          | 1,8%                        |
| 2. Bancos                    | 7              | 5 639 157                        | 21,2%                       |
| 3. Cias crédito/investimento | 2              | 2 040 000                        | 7,7%                        |
| 4. Mineração                 | 2              | 365 220                          | 1,4%                        |
| 5. Seguros                   | 21             | 3 148 763                        | 11,9%                       |

##### Mão de obra

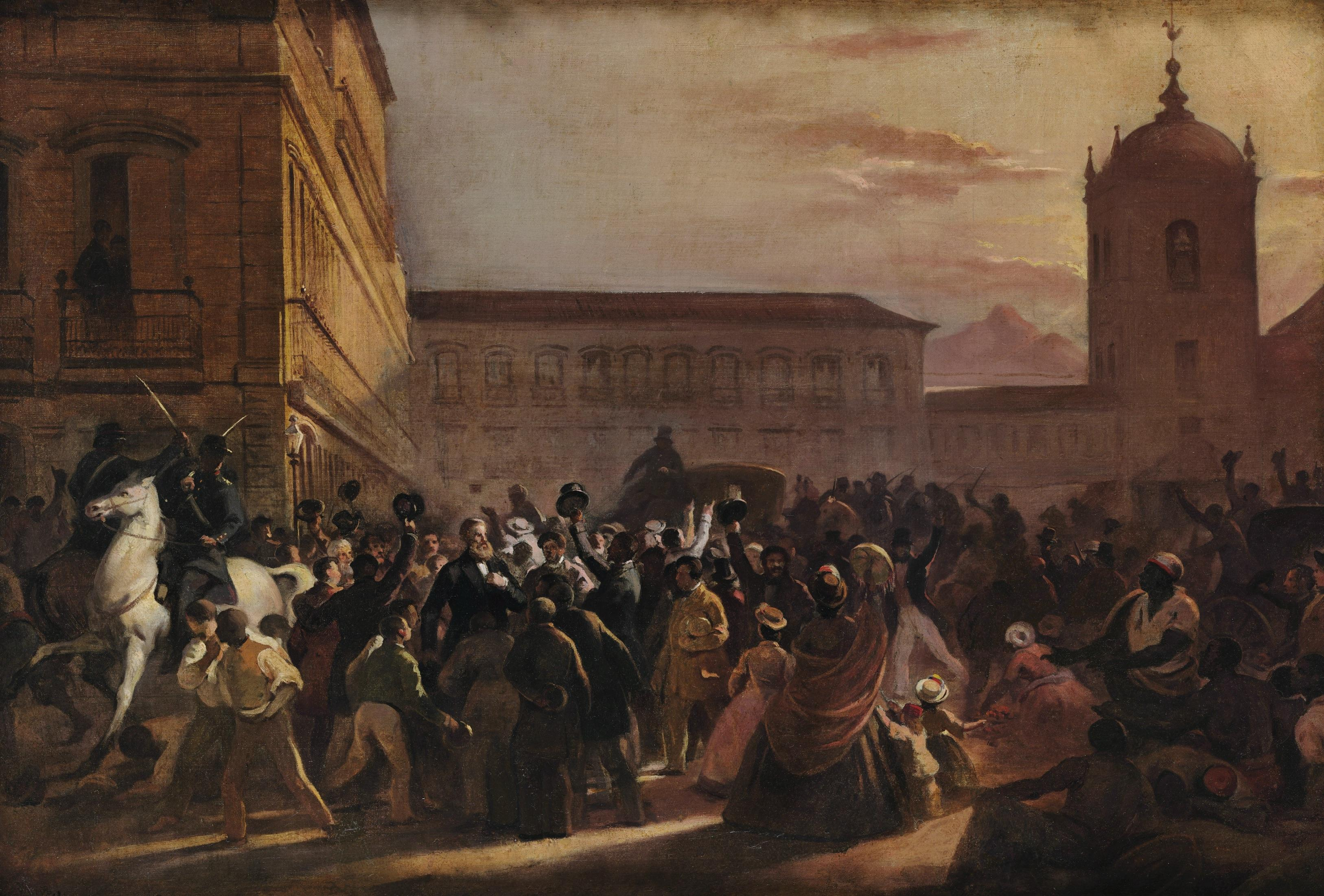
A Questão Christie foi um conjunto de incidentes relacionados ao tráfico de escravos, que envolveram Brasil e Inglaterra e levaram ao rompimento das relações diplomáticas entre os dois países entre 1863-65.

Em 1839, Lorde Palmerston, ministro dos estrangeiros britânico, autorizou oficiais britânicos a vistoriar e apresar negreiros portugueses encontrados ao largo de portos e em águas da África. Seis anos mais tarde, é sancionada a Bill Aberdeen, sujeitando os navios brasileiros que fizessem tráfico ao Alto Tribunal do Almirantado, o que leva a protestos por parte dos brasileiros através da denúncia de violências dos ingleses e violação do acordo de 1826. Em 1850, o Brasil enfim estabelece medidas de repressão do tráfico de africanos e penas contra os contrabandistas através da Lei Eusébio de Queirós. A Lei Aberdeen, contudo, foi revogada apenas em 1869, numa conjuntura de conciliação de interesses entre os dois países após a Questão Christie.
Na medida em que cessava o tráfico de escravos, o Brasil passou a buscar mão de obra europeia e estimular a imigração. Os presidentes de província do Império, costumavam corresponder‑se diretamente com os diplomatas brasileiros e com os cônsules – tanto os estrangeiros no Brasil como os brasileiros na Europa – para solicitar auxílio nessa área. Apesar de algumas poucas tentativas nesse sentido durante o Primeiro Reinado e o período regencial, havia obstáculos estruturais à imigração, como burocracias para a permissão de imigrantes e a falta de regulações que promovessem o estabelecimento destes, como o Homestead Act. Em novembro de 1841, o ministro dos Negócios Estrangeiros Aureliano de Sousa Coutinho, futuro visconde de Sepetiba, pretendendo aumentar a vinda de  imigrantes ao Brasil, expede uma circular aos representantes diplomáticos e consulares na Europa para que buscassem promover a imigração de colonos europeus. O Relatório que o ministro dos Estrangeiros enviou à Câmara em 1846 também destacava a necessidade de "braços para a lavoura", urgindo a formulação de uma diplomacia para a imigração. O método de parceria foi adotado pela primeira vez pelo senador Vergueiro, em 1847. Em 1848 figurou pela primeira vez no orçamento do ministério uma rubrica específica para a introdução de colonos, durando até 1860, quando foi criada uma repartição de terras públicas e colonização no Ministério da Agricultura, Comércio e Obras Públicas.

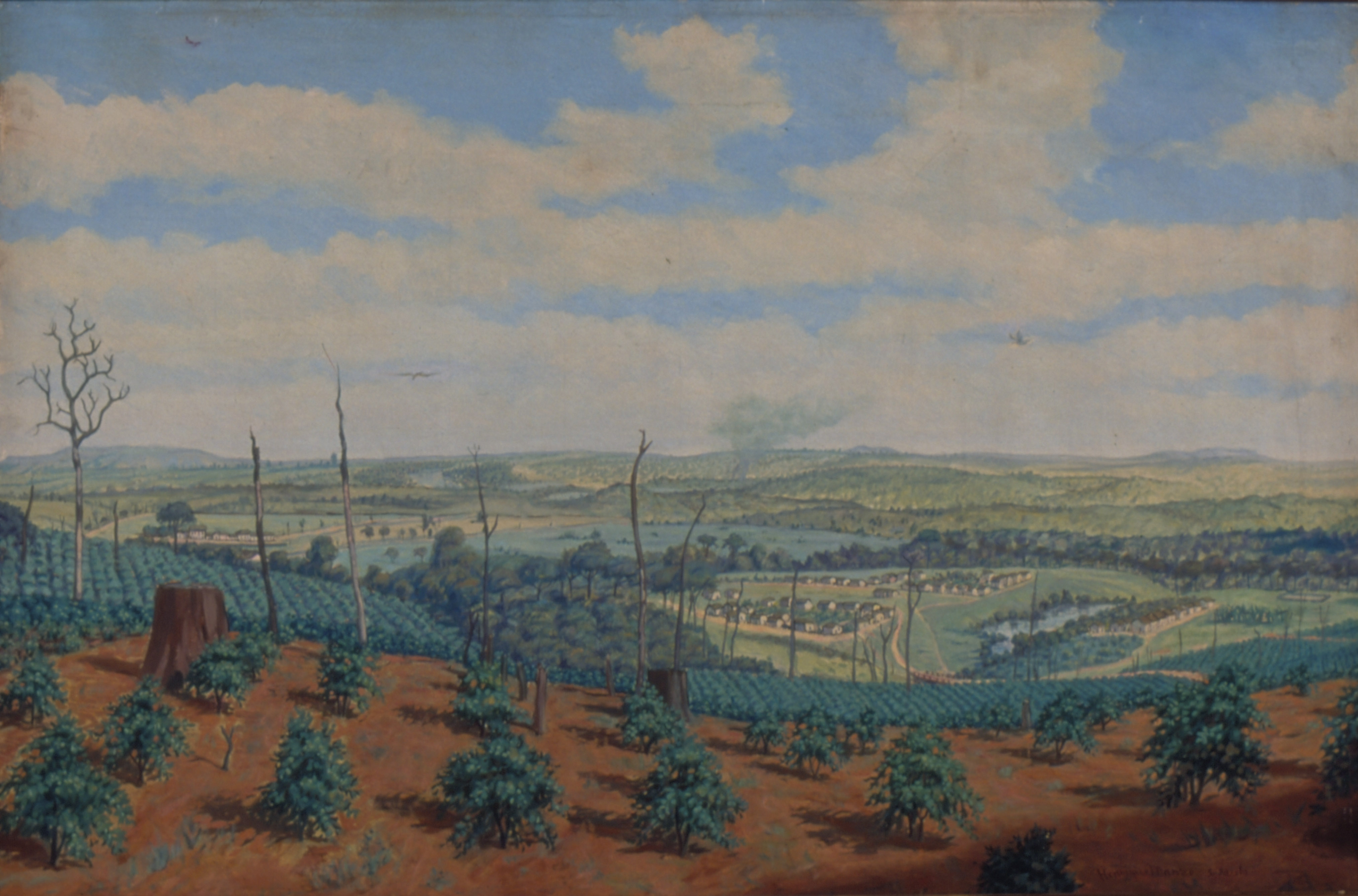
Fazenda Ibicaba, de propriedade do Senador Vergueiro, foi pioneira na subvenção de imigrantes europeus no país.

Apesar dos esforços dos diplomatas brasileiros em solicitar uma legislação fundiária favorável à imigração, a Lei de Terras não favorecia pequenos colonos e garantia o interesse de grandes proprietários. Ainda assim, no âmbito externo, a Repartição dos Negócios Estrangeiros continuava, nesses anos, instruindo as missões no exterior a incentivar a vinda de imigrantes ao Brasil, que sofria a concorrência de outros países em expansão, sobretudo dos Estados Unidos, da Grã‑Bretanha (em suas possessões do ultramar, com destaque para a Austrália) e da França (mobilizada em ocupar a Argélia). Na abertura da Assembleia Geral de 1856, D. Pedro II ao proprietários agrícolas que incentivassem a imigração privada, através dos contratos de parceria. . Neste mesmo ano, entravam 14 mil imigrantes no país, somando-se aos outros 40 mil residentes em cerca de oitenta colônias. Em 1865, o Governo Imperial expedia uma aos cônsules brasileiros na Europa, instruindo‑os a que pagassem aos imigrantes com destino ao Brasil, a diferença entre o preço da travessia e o da passagem para os Estados Unidos, com um relativo insucesso. Em 1880, decidiu‑se enviar uma missão diplomática especial à China, para negociar um tratado de amizade, comércio e navegação e, “se possível, ver trabalhadores agrícolas para o Brasil". Enquanto o Brasil recebia, a grandes custos, uma média anual inferior a 20 mil indivíduos desembarcados, a Argentina recebia mais de 50 mil imigrantes em 1882, e os EUA mais de 100 mil imigrantes. Apenas a abolição da escravidão e a República trariam satisfação parcial aos reclamos da agricultura, quando o corpo consular, mais do que o diplomático, passa a ser mobilizado para auxiliar na logística da importação de grandes levas de imigrantes europeus. Ainda assim, o número de imigrantes nos últimos anos experimentou expansão, tendo passado de 30 mil pessoas em 1886, a 55 mil em 1887 e 133 mil em 1888, contribuindo para isso, o aumento dos subsídios estatais: registros a partir de 1885 indicam a alocação de 108 mil libras para esse tipo de despesa, de 195 mil no ano seguinte, 551 mil libras em 1887, chegando a alcançar 709 e 720 mil libras nos dois últimos anos do Império.

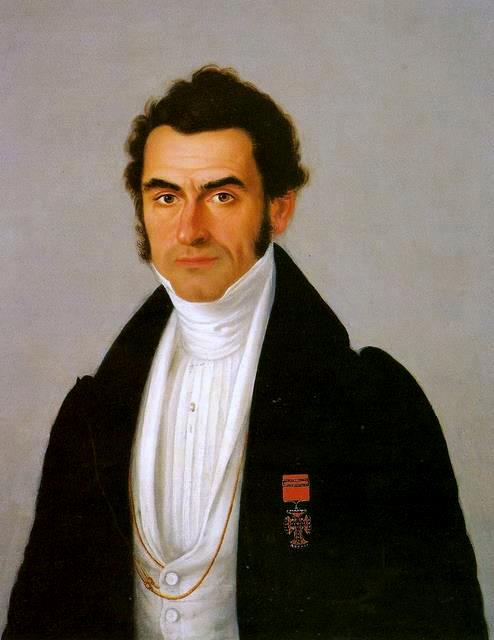
Duarte da Ponte Ribeiro, responsável pela do princípio uti possidetis na negociação de fronteiras.

#### A Grande Política Americanista
Conforme mencionado acima, o Brasil não aceitara a aplicação do Tratado de Santo Ildefonso no início das negociações de fronteiras com seus vizinhos, dentre eles o Peru, negando-se a ratificar um tratado de 8 de julho de 1841, que tratava de questões lindeiras e sobre a navegação do Amazonas, embora tenha reconhecido a validade do princípio uti possidetis, sobretudo pela atuação de Duarte da Ponte Ribeiro, quem notara sua utilização pela Bolívia para rejeitar os tratados coloniais e a possibilidade de sua utilização em favor do Brasil. Ao final da década, Limpo de Abreu ascende à chancelaria, dando início à chamada Grande Política Americanista, firmando tratados com os países limítrofes com base em tal princípio, através de negociações bilaterais para evitar a união de forças entre as outras nações sul-americanas. Em todos os casos, foi utilizada a estratégia de não fundamentar o princípio, tomando-o como um axioma, embora tenha havido flexibilidade em sua aplicação, negociando em cada caso na impossibilidade de seu emprego. Entre 1851 e 1853, Ponte Ribeiro negocia e celebra convenção com o Peru (que também assegurava a livre navegação do Rio Amazonas aos países ribeirinhos superiores), e então Miguel Maria Lisboa é destacado para Venezuela, Nova Granada e o Equador, para celebrar ajustes nos moldes do Peru. Em 12 de outubro de 1851 é celebrado tratado com o Uruguai; em 6 de abril de 1856 uma Convenção sobre o assunto com o Paraguai (depois confirmada pelo Tratado de 9 de janeiro de 1872); em 5 de maio de 1859, um tratado com a Venezuela; e em 27 de março de 1867, um tratado com a Bolívia. Procurando sustentar os tratados coloniais, a doutrina não é aceita por Colômbia e Argentina, esta última recusando o Tratado de 9 de janeiro de 1872.

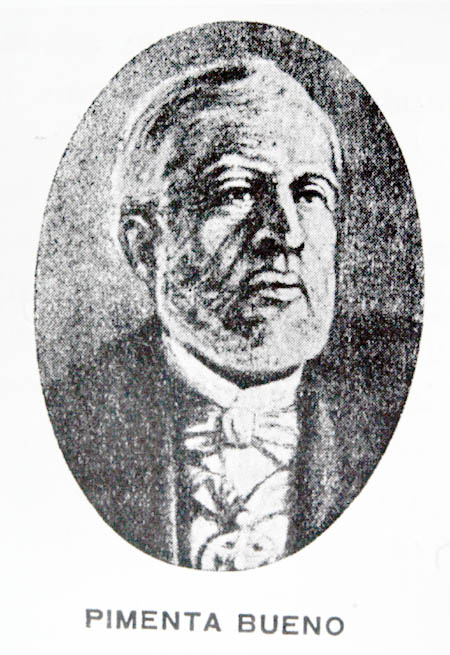
José Antônio Pimenta Bueno foi o principal defensor da livre navegação do Rio Amazonas.

Outro tema relacionado a questões territoriais que ganhou destaque durante o período foi a ocupação e navegação do Rio Amazonas. No início da década de 1850, o tenente da Marinha dos EUA Matthew Fontaine Maury, deu início a uma campanha de exploração do vale do Rio Amazonas, acreditando que a região poderia servir como uma "válvula segura" para os escravocratas americanos restabelecerem-se ou venderem seus escravos. Um ano depois, foi estabelecido um monopólio para a navegação do rio, através da Companhia de Navegação a Vapor do Amazonas do Barão de Mauá, estando este obrigado a estabelecer na região pequenas colônias com imigrantes europeus. A partir de 1853, o representante dos Estados Unidos no Rio de Janeiro, William Trousdale, passou a exercer uma forte pressão sobre o governo brasileiro para a abertura comercial e livre navegação do Rio Amazonas. Em 1855, a guarnição do Forte de Tabatinga liquidou um grupo de flibusteiros norte-americanos; levando o embaixador norte-americano Trousdale a redigir uma espécie de ultimatum, onde afirmava que os Estados Unidos se empenhariam pela livre navegação do rio. Na renovação do contrato de Mauá, em 1857, foi eliminada a cláusula relativa à colonização devido à falta de recursos do Governo para serem aplicados na região, ao mesmo tempo em que conflitos internos levaram a um recrudescimento na posição dos EUA. A partir da década de 1860, a política nacional é assumida pela corrente Liberal comandada por Tavares Bastos e Pimenta Bueno, mais favorável à abertura, culminando assim no Decreto de 7 de dezembro de 1866, abrindo a navegação do rio incondicionalmente a todas as nações, com exceção de navios de guerra.

#### A Questão do Prata
O posicionamento do Brasil na Bacia do Prata durante o Segundo Reinado poder ser dividido em quatro fases, quais sejam, o período de neutralidade (até 1851); o período de presença ativa (1851-1864); o período de intervenção (1864-1876); e o período de retração vigilante (1876 em diante); sendo marcado por três guerras: Guerra do Prata, Guerra do Uruguai e Guerra do Paraguai.
O período que se estende do fim da Guerra da Cisplatina até 1851 é marcado por um distanciamento do Brasil nas questões relativas à região, com exceção do período da Farroupilha, que, devido ao perigo à segurança interna, leva o Brasil a intervir no Uruguai. Em meio à Guerra Civil do Uruguai, o líder do Partido Colorado e ex-aliado do Brasil Fructuoso Rivera, que combatia o líder do Partido Blanco pró-Argentina Manuel Oribe, terminou por se aliar aos republicanos riograndenses, levando o Brasil a compor uma breve e tímida aliança com Rosas em favor de Oribe.

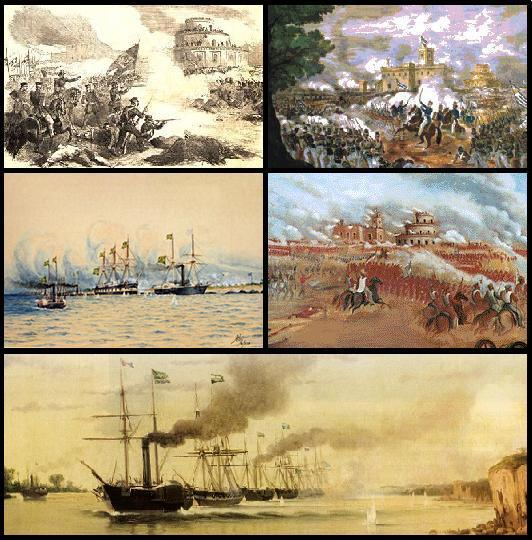
A Guerra do Prata foi um conflito armado entre o Brasil e o governo de Juan Manuel Rosas.

##### Guerra do Prata
Apesar do apoio, as relações entre Brasil e à dupla Rosas/Oribe se deterioram ao final da década de 1840, levando à eclosão da Guerra do Prata em 1851-52. Até 1849, o Presidente do Conselho de Ministros, Pedro de Araújo Lima, defendia soluções pacifistas para o conflito de interesses entre os dois governos. Lima pediu demissão e um novo gabinete foi formado, sendo presidido por José da Costa Carvalho, futuro marquês de Monte Alegre e para a pasta de Negócios Estrangeiros, foi nomeado Paulino de Souza, futuro visconde do Uruguai, que era decididamente a favor da guerra contra a Argentina. O governo brasileiro enviou uma embaixada à região liderada por Honório Hermeto Carneiro Leão e assistida por José Maria da Silva Paranhos, que assinaram um tratado de aliança com a Bolívia para um ataque eventual de Rosas. Em 1844, José Antônio Pimenta Bueno chegara ao Paraguai, como primeiro encarregado de negócios brasileiros neste país, reconhecendo a independência paraguaia e estabelecendo excelentes relações com o presidente Carlos Antonio López, assinando um tratado de aliança defensiva em 1851. No mesmo ano, o Brasil declarou publicamente que auxiliaria o governo legal uruguaio contra o exército liderado por Oribe e as províncias de Corrientes e Entre Ríos, comandadas por Justo José de Urquiza e Virasoro, respectivamente, se rebelaram contra Rosas. O Brasil então enviou uma força naval para a região do Prata, que se concentrou em quase toda a totalidade no porto de Montevidéu. Em 29 de maio de 1851 foi assinado um tratado de aliança ofensiva entre o Uruguai, Brasil e as províncias argentinas de Entre Rios e Corrientes, declarando que o objetivo da aliança era manter a independência uruguaia e pacificar seu território, expulsando as tropas comandadas por Oribe. Juan Manuel de Rosas consequentemente declarou guerra contra o Brasil em 18 de agosto de 1851. A guerra durou menos de um ano e terminou com a Batalha de Monte Caseros, resultando na deposição e no exílio do presidente Argentino, na independência do Paraguai e do Uruguai frente aos anseios de Rosas em reconstituir o antigo Vice-Reino do Rio da Prata e na consolidação da hegemonia brasileira na região.
Os tratados de 1851-1853 com o Uruguai, de 1856 com a Argentina e de 1856-1858 com o Paraguai incluíam cláusulas acerca dos limites lindeiros.

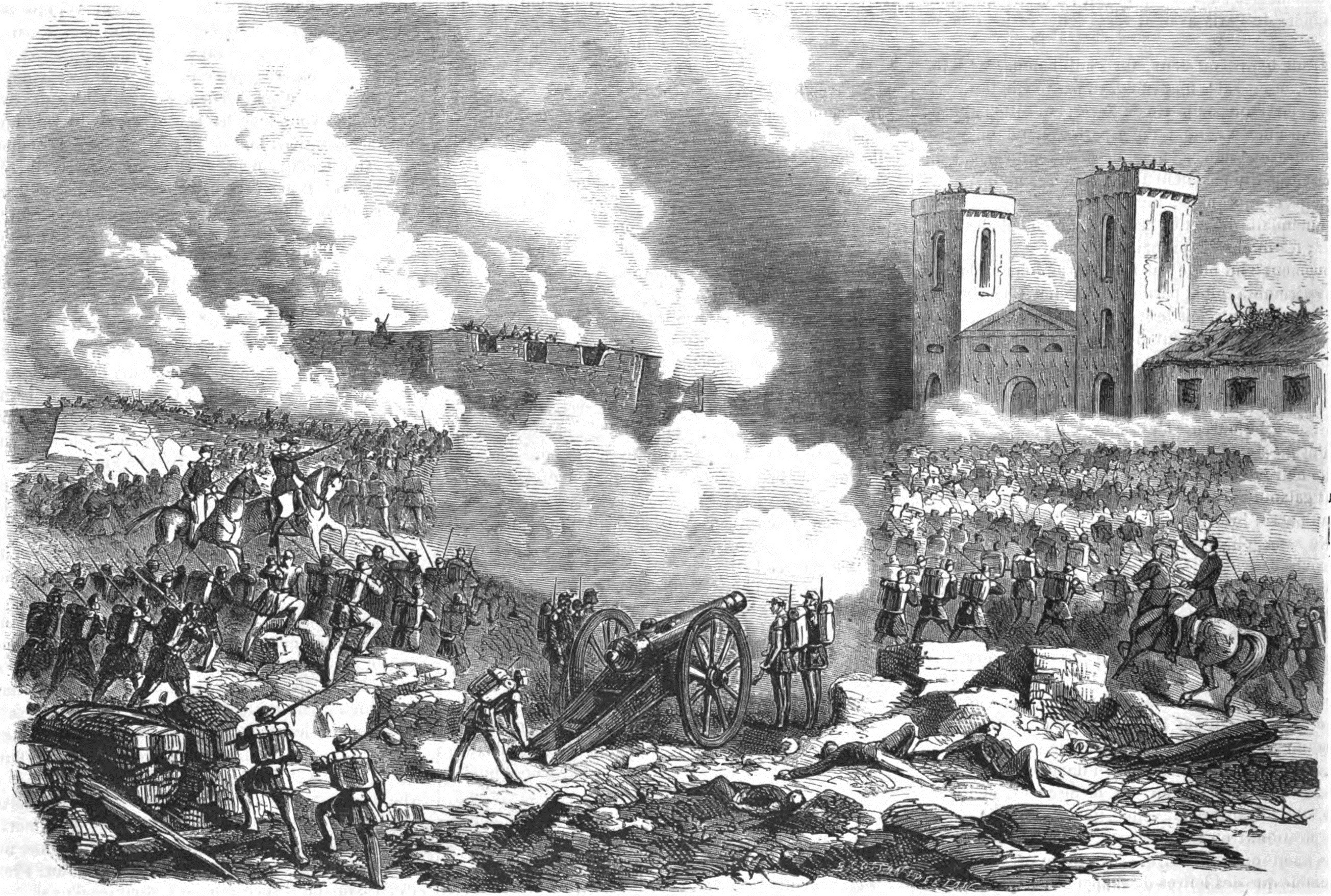
Cerco a Paysandu pelas tropas coloradas e brasileiras, durante a Guerra do Uruguai.

##### Guerra do Uruguai
A Guerra do Uruguai, também referida como Guerra contra Aguirre, ocorreu de 10 de agosto de 1864 até 20 de fevereiro de 1865 e foi travada entre o governante Partido Blanco do Uruguai e uma aliança que consistia no Império do Brasil e o Partido Colorado.
Desde a sua independência, o Uruguai tinha sido devastado por lutas constantes entre as facções colorada e branca, cada uma tentando conquistar e manter o poder. O líder colorado Venancio Flores lançou a Cruzada Libertadora em 1863, uma insurreição que visava derrubar Bernardo Berro, que presidia um governo de coalizão fusionista Colorado–Blanco. Flores foi ajudado pela Argentina, cujo presidente Bartolomé Mitre lhe forneceu suprimentos, voluntários argentinos e transporte fluvial para as tropas.
O movimento fusionista ruiu quando os colorados abandonaram a coalizão para se juntar aos soldados de Flores. A guerra civil uruguaia rapidamente se transformou, tornando-se uma crise de âmbito internacional que desestabilizou toda a região. Mesmo antes da rebelião colorada, os blancos dentro do fusionismo buscaram uma aliança com o ditador paraguaio Francisco Solano López. O governo blanco agora exclusivamente de Berro também recebeu apoio de federalistas argentinos, que se opunham a Mitre e seus unitários. A situação deteriorou-se quando o Império do Brasil foi arrastado para o conflito. Quase um quinto da população uruguaia era considerada brasileira. Alguns se juntaram à rebelião de Flores, estimulados pelo descontentamento com as políticas governamentais dos blancos, que consideravam prejudiciais aos seus interesses. O Brasil finalmente decidiu intervir no caso uruguaio para restabelecer a segurança das suas fronteiras no sul e sua ascendência regional.
Em abril de 1864, o Brasil enviou o ministro plenipotenciário José Antônio Saraiva para negociar com Atanasio Aguirre, que tinha sucedido Berro no Uruguai. Saraiva fez uma primeira tentativa de resolver a diferença entre blancos e colorados. Confrontado com a intransigência de Aguirre em relação às demandas de Flores, o diplomata brasileiro abandonou o esforço e ficou do lado dos colorados. Em 10 de agosto de 1864, depois que um ultimato brasileiro foi recusado, Saraiva declarou que os militares do Brasil começariam represálias severas. O Brasil se recusou a reconhecer um estado formal de guerra e, durante a maior parte de sua duração, o conflito armado uruguaio–brasileiro foi uma guerra não declarada.
Em uma ofensiva combinada contra redutos dos blancos, as tropas brasileiras–coloradas avançaram pelo território uruguaio, tomando uma cidade após a outra. Posteriormente, os blancos ficaram isolados em Montevidéu, a capital nacional. Diante de uma derrota certa, o governo blanco capitulou em 20 de fevereiro de 1865. A guerra de curta duração teria sido considerada um sucesso para os interesses brasileiros e argentinos. Porém a intervenção do Paraguai em apoio aos blancos (com ataques a províncias brasileiras e argentinas) provocou a longa e custosa Guerra do Paraguai.
O conflito entre o Brasil e o Uruguai foi resolvido em fevereiro de 1865. A notícia do fim da guerra foi recebida com alegria no Rio de Janeiro, embora a opinião pública tenha mudado de ideia rapidamente quando jornais começaram a publicar matérias que pintavam a convenção de 20 de fevereiro como prejudicial aos interesses brasileiros, responsabilizando o gabinete, sobretudo José Paranhos, utilizado como bode expiatório. O Visconde do Rio Branco, no entanto, não só conseguiu resolver todas as reivindicações brasileiras, mas também ganhou um aliado uruguaio para a Guerra do Paraguai.

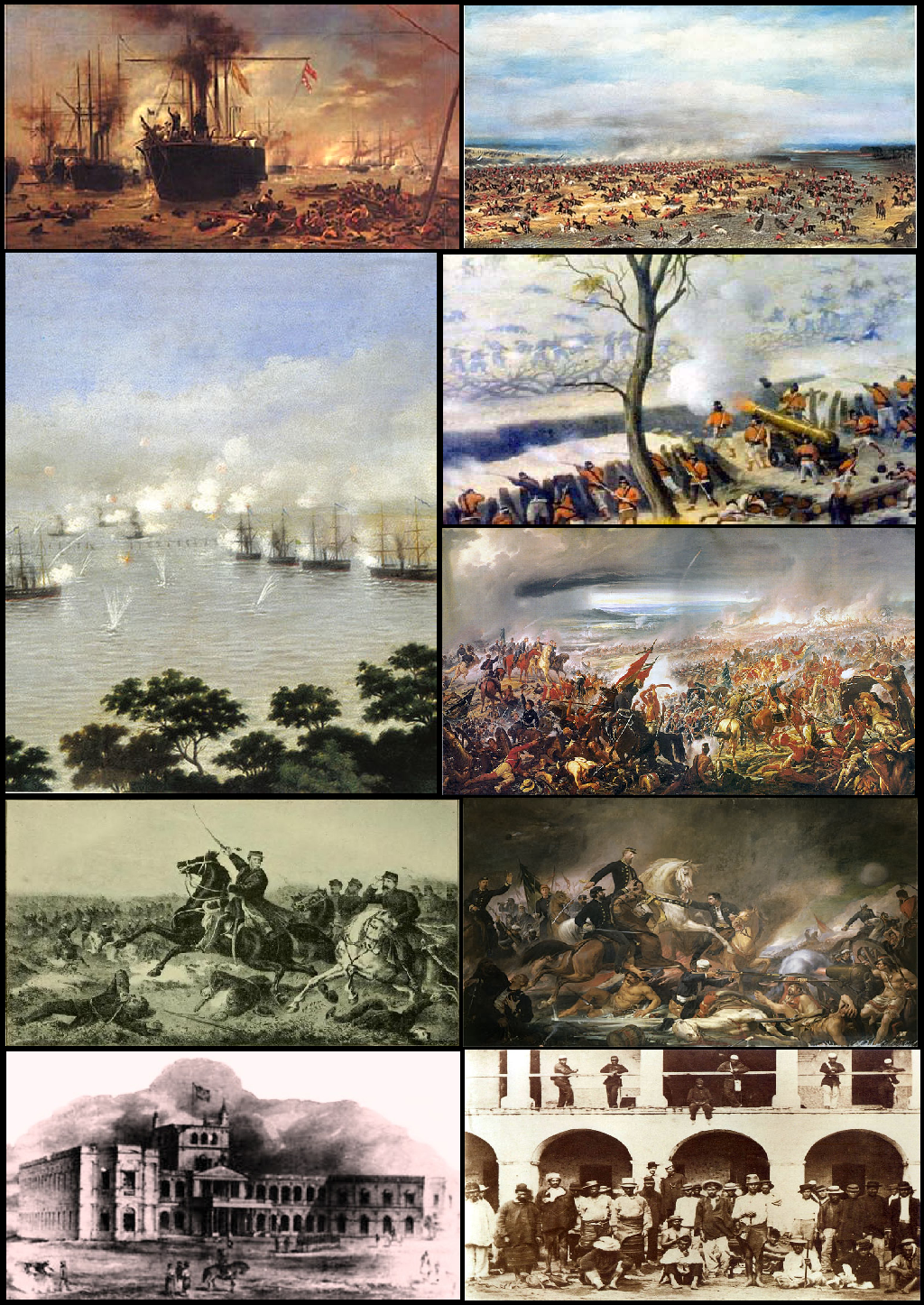
Guerra do Paraguai.

##### Guerra do Paraguai
Após o término da Guerra do Prata em 1852 com a vitória dos aliados (unitaristas argentinos, colorados uruguaios e Império do Brasil) sobre os federalistas argentinos e blancos uruguaios liderados por Juan Manuel de Rosas, a região do Prata foi pacificada. Contudo, não tardou para que logo as rivalidades se acirrassem entre a Argentina, Brasil, Uruguai e Paraguai graças aos desentendimentos quanto às fronteiras entre os países, a liberdade de navegação dos rios platinos, as disputas pelo poder por parte das facções locais (federalistas e unitaristas na Argentina, e blancos e colorados no Uruguai) e rivalidades históricas de mais de três séculos.
Em 1864, o Brasil estava envolvido num conflito armado no Uruguai, que pôs fim à guerra civil uruguaia ao depor o governo interino uruguaio de Atanasio Aguirre (sucessor de Bernardo Prudencio Berro), do Partido Blanco e aliado de Francisco Solano López. O ditador paraguaio se opôs à invasão brasileira do Uruguai, porque contrariava seus interesses. O conflito iniciou-se com o aprisionamento no porto de Assunção, em 11 de novembro de 1864, do barco a vapor brasileiro Marquês de Olinda, que transportava o presidente da província de Mato Grosso, Frederico Carneiro de Campos, que nunca chegou a Cuiabá, morrendo em uma prisão paraguaia. Seis semanas depois, o exército do Paraguai sob ordens de Francisco Solano López invadiu pelo sul a província brasileira de Mato Grosso. Antes da intervenção brasileira no Uruguai, Solano López já vinha produzindo material bélico moderno, em preparação para um futuro conflito com a Argentina mitrista, e não com o Império. Solano López alimentava o sonho expansionista e militarista de formar o Grande Paraguai, que abrangeria as regiões argentinas de Corrientes e Entre Rios, o Uruguai, o Rio Grande do Sul, o Mato Grosso e o próprio Paraguai. Objetivando a expansão imperialista, Solano López instalou o serviço militar obrigatório, organizou um exército de 80 000 homens, reaparelhou a Marinha e criou indústrias bélicas.

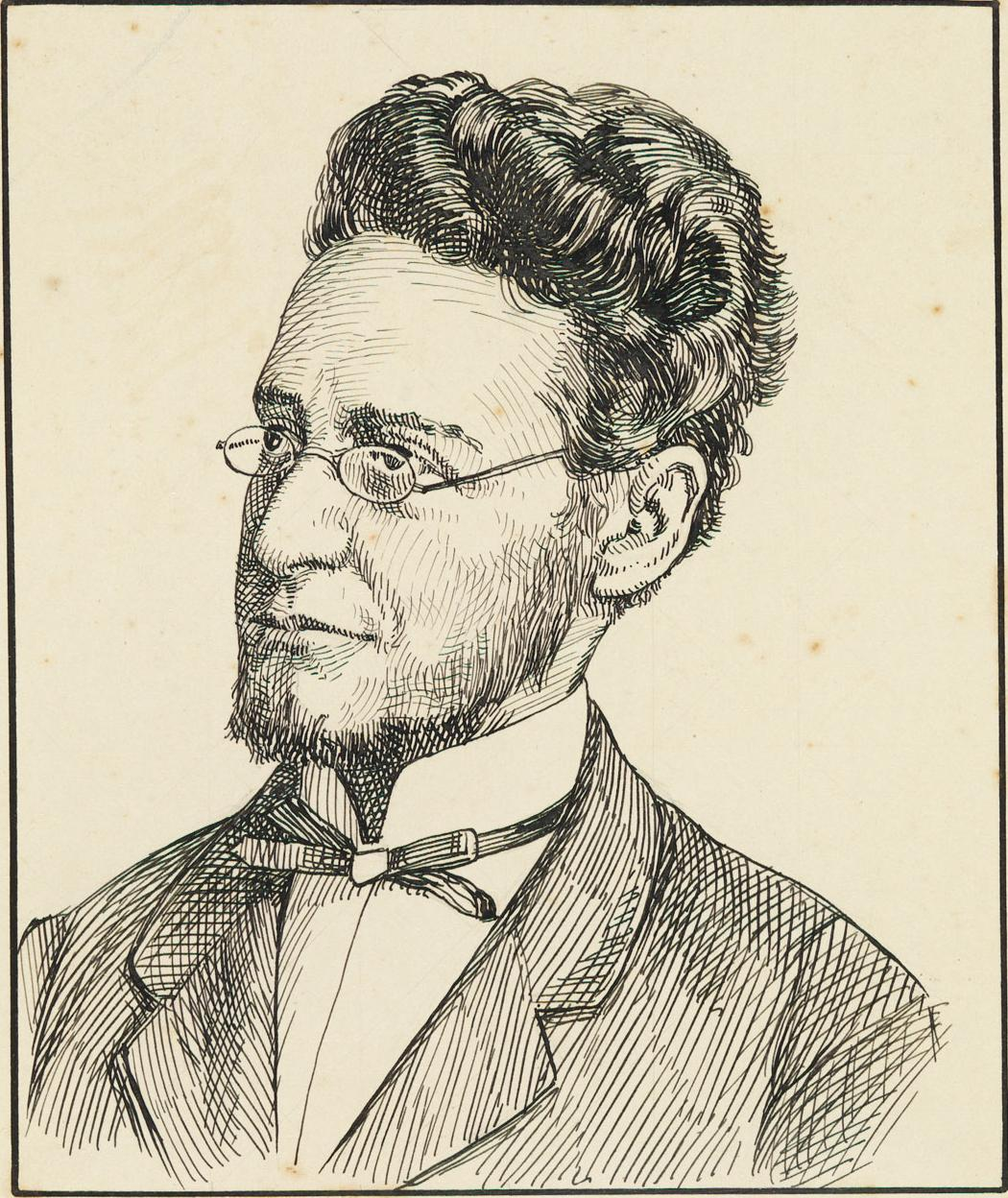
Francisco Otaviano, diplomata responsável por negociar o Tratado da Tríplice Aliança.

Em maio de 1865, o Paraguai também fez várias incursões armadas em território argentino, com objetivo de conquistar o Rio Grande do Sul. Contra as pretensões do governo paraguaio, o Brasil, a Argentina e o Uruguai reagiram, firmando o acordo militar chamado de Tratado da Tríplice Aliança. Este tratado foi objeto de curtas negociações entre os três países interessados, em que se destaca a figura de Francisco Octaviano de Almeida Rosa, político brasileiro do Partido Liberal, então a frente do governo. Quando encarregado de sua missão diplomática, apenas o Brasil fora atacado pelo Paraguai (em março de 1865) e suas instruções visavam apenas obter a cooperação argentina naquele conflito. Com o ataque paraguaio a Corrientes (13 de abril de 1865) surgiu a possibilidade de um amplo tratado. As instruções prévias para Almeida Rosa só chegaram após a formalização do acordo , em 1º de maio de 1865. Portanto, o posicionamento de Octaviano foi importante para a formulação da aliança. Segundo o Tratado da Tríplice Aliança, o comando supremo das tropas aliadas caberia a Bartolomeu Mitre, presidente da Argentina.

O Império do Brasil, Argentina mitrista e Uruguai florista derrotaram o Paraguai após mais de cinco anos de lutas durante os quais o Império enviou em torno de 150 mil homens à guerra. Cerca de 50 mil não voltaram — alguns autores asseveram que as mortes no caso do Brasil podem ter alcançado 60 mil se forem incluídos civis, principalmente nas então províncias do Rio Grande do Sul e de Mato Grosso. Argentina e Uruguai sofreram perdas proporcionalmente pesadas — mais de 50% de suas tropas faleceram durante a guerra — apesar de, em números absolutos, serem menos significativas. Já as perdas humanas sofridas pelo Paraguai são calculadas em até 300 mil pessoas, entre civis e militares, mortos em decorrência dos combates, das epidemias que se alastraram durante a guerra e da fome. O historiador Francisco Doratioto conclui:
| “ | A Guerra do Paraguai foi fruto das contradições platinas tendo como razão última a consolidação dos Estados nacionais na região. Essas contradições se cristalizaram em torno da Guerra Civil uruguaia, iniciada com o apoio do governo argentino aos sublevados, na qual o Brasil interveio e o Paraguai também. Contudo, isso não significa que o conflito fosse a única saída para o difícil quadro regional. A guerra era umas das opções possíveis, que acabou por se concretizar, uma vez que interessava a todos os Estados envolvidos. Seus governantes, tendo por bases informações parciais ou falsas do contexto platino e do inimigo em potencial, anteviram um conflito rápido, no qual seus objetivos seriam alcançados com o menor custo possível. Aqui não há ‘bandidos’ ou ‘mocinhos’, como quer o revisionismo infantil, mas sim interesses. A guerra era vista por diferentes ópticas: para Solano López era a oportunidade de colocar seu país como potência regional e ter acesso ao mar pelo porto de Montevidéu, graças a aliança com os blancos uruguaios e os federalistas argentinos, representados por Urquiza; para Bartolomeu Mitre era a forma de consolidar o Estado centralizado argentino, eliminando os apoios externos aos federalistas, proporcionado pelos blancos e por Solano López; para os blancos, o apoio militar paraguaio contra argentinos e brasileiros viabilizaria impedir que seus dois vizinhos continuassem a intervir no Uruguai; para o Império, a guerra contra o Paraguai não era esperada, nem desejada, mas, iniciada, pensou-se que a vitória brasileira seria rápida e poria fim ao litígio fronteiriço entre os dois países e às ameaças à livre navegação, e permitira depor Solano López. | ” |

A derrota marcou uma reviravolta decisiva na história do Paraguai, tornando-o um dos países mais atrasados da América do Sul, devido ao seu decréscimo populacional, ocupação militar por quase dez anos, pagamento de pesada indenização de guerra, no caso do Brasil até a Segunda Guerra Mundial, e perda de praticamente 40% do território em litígio para o Brasil e Argentina. No pós-guerra, o Paraguai manteve-se sob a hegemonia brasileira. No contexto da guerra, pelos termos do Tratado da Tríplice Aliança (1865), o Império do Brasil comprometeu-se a não reivindicar vantagens territoriais além das já reivindicadas antes do conflito, especificamente a delimitação da fronteira no rio Apa. T
Não houve um tratado de paz em conjunto. Embora a guerra tenha terminado em março de 1870, os acordos de paz não foram concluídos de imediato. As negociações foram obstadas pela recusa argentina em reconhecer a independência paraguaia. O Brasil não aceitava as pretensões da Argentina sobre uma grande parte do Grande Chaco, região paraguaia rica em quebracho (produto usado na industrialização do couro). A questão de limites entre o Paraguai e a Argentina foi resolvida através de longa negociação entre as partes. A única região sobre a qual não se atingiu um consenso — a área entre o rio Verde e o braço principal do rio Pilcomayo — foi arbitrada pelo presidente estado-unidense Rutherford Birchard Hayes que a declarou paraguaia. O Brasil assinou um tratado de paz em separado com o Paraguai, em 9 de janeiro de 1872, obtendo a liberdade de navegação no rio Paraguai. Foram confirmadas as fronteiras reivindicadas pelo Brasil antes da guerra. Estipulou-se também uma dívida de guerra que foi a primeira dívida da história paraguaia e foi intencionalmente subdimensionada por parte do governo imperial do Brasil, mas que só foi efetivamente perdoada em 1943 por Getúlio Vargas, em resposta a uma iniciativa idêntica da Argentina. O Paraguai perdeu 90 mil quilômetros quadrados para o Brasil nos tratados de paz, o que inclui as atuais cidades de Ponta Porã, Dourados, Naviraí (Mato Grosso do Sul), Pato Branco, Francisco Beltrão (Paraná) e São Miguel do Oeste (Santa Catarina). O reconhecimento da independência do Paraguai pela Argentina só foi feito na Conferência de Buenos Aires, em 1876, quando a paz foi estabelecida definitivamente.

## Período republicano

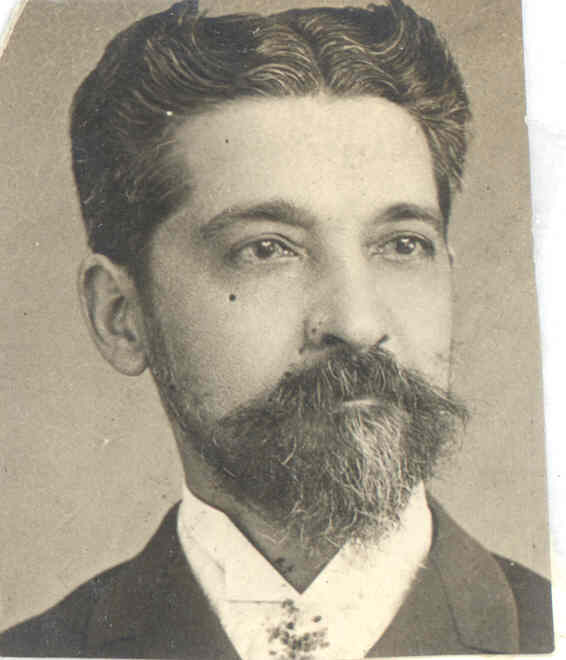
Salvador de Mendonça, primeiro representante do Brasil republicano em Washington, responsável pelo estreitamento das relações entre os dois países.

### Primeira República

#### Deodoro da Fonseca: reconhecimento do regime
Durante a presidência de Deodoro da Fonseca, o Ministério das Relações Exteriores foi chefiado por Quintino Bocaiúva (1889-1891) e Justo Leite Chermont (1891) com uma política direcionada ao reconhecimento formal do regime, sendo conquistado, sucessivamente, junto à Argentina, Uruguai, Chile, EUA, Inglaterra e, posteriormente, por outros países europeus, período marcado por uma desconfiança internacional com a instabilidade da política brasileira.
Ao início da I Conferência Pan-Americana (1889-1890), o Brasil, ainda regido pela monarquia, demonstrava um antiamericanismo, contra a ideia de um protetorado permanente dos EUA como um "árbitro perpétuo" do hemisfério. A partir da mudança do regime, os representantes da república passaram a demonstrar maior simpatia com os Estados Unidos, dando início a um estreitamento de laços entre os dois países. Em 31 de janeiro de 1891, os dois países firmariam um convênio comercial a respeito de um tratamento comercial diferenciado de produtos brasileiros e estadunidenses, sobretudo o café e o trigo, sob a formulação do embaixador brasileiro em Washington, Salvador de Mendonça. O tratado seria denunciado em 28 de agosto de 1894, em decorrência da Tarifa McKinley.
Outro aspecto relevante da política exterior do início do período republicano foram as negociações sobre questões fronteiriças com a Argentina, a respeito da região de Palmas, no Paraná. O Tratado de Montevidéu (ou Tratado das Missões) de 25 de janeiro de 1890 não seria referendado pelo Congresso brasileiro, sendo a querela então arbitrada pelos Estados Unidos futuramente.

#### Floriano Peixoto: aproximação com os EUA
Já na presidência de Floriano Peixoto, da mesma forma que a política interna, a chancelaria teria uma característica de instabilidade, cabendo a seis pessoas: Fernando Lobo Leite Pereira (1891-1892); Serzedelo Correia (1892); Antônio Francisco de Paula Souza (1892-1893); Felisbelo Firmo de Oliveira Freire (1893); João Filipe Pereira (1893); e Alexandre Cassiano do Nascimento (1893-1894). O período de 1891 a 1894 é marcado por uma "republicanização" através do corte de despesas, com enfoque nos consulados e com o fechamento ou unificação de algumas legações. A política exterior é caracterizada por um pan-americanismo como antítese ao europeísmo monárquico. As relações com os EUA são marcadas por um novo acordo aduaneiro e pelo recebimento de auxílio militar contra a Revolta da Armada e há uma crescente desconfiança com relação à Argentina, devido ao rearmamento naval, querelas comerciais e tarifárias e uma campanha difamatória por parte dos argentinos com relação às questões sanitárias no Brasil.

#### Prudente de Moraes: Questão de Palmas e início das relações com o Japão

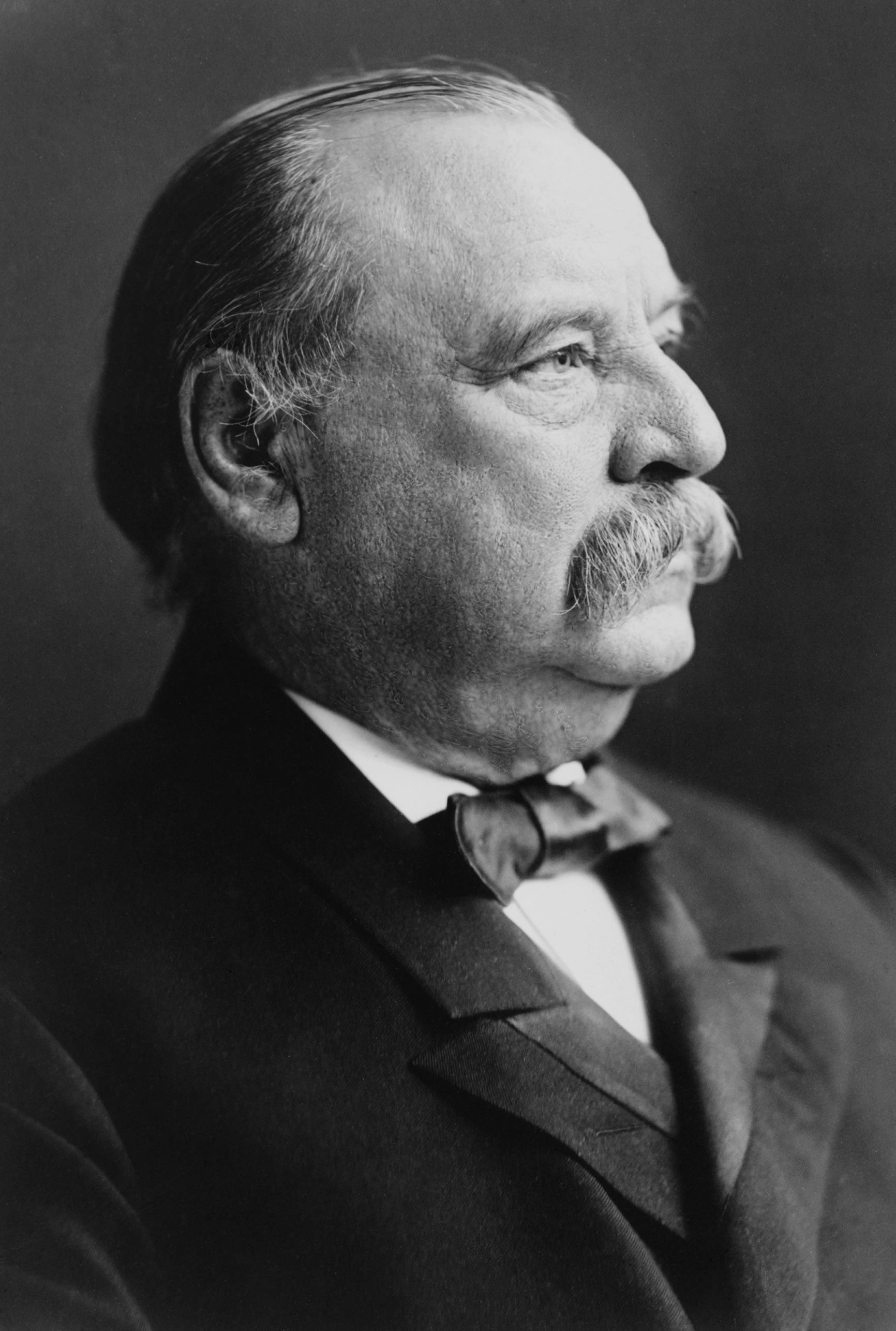
Grover Cleveland, presidente dos EUA responsável pelo arbitramento da Questão de Palmas.

Durante a presidência de Prudente de Moraes, o Ministério das Relações Exteriores foi chefiado por Carlos Augusto de Carvalho (1894-1896) e Dionísio Evangelista de Castro Cerqueira (1896-1898). O governo restabeleceu as relações diplomáticas com Portugal, rompidas por Floriano durante a Revolta da Armada e, com a assessoria de seus ministros da Fazenda, Rodrigues Alves e Bernardino de Campos, também negociou com os banqueiros ingleses a consolidação da dívida externa, operação financeira que ficou conhecida como funding loan, base da política executada por Joaquim Murtinho nos quatro anos seguintes.
Foi nesse período também em que se deu a assinatura do Tratado de Amizade, Comércio e Navegação com o Japão (celebrado em Paris, na França, no dia 5 de novembro de 1895), com o objetivo de fomentar a vinda de imigrantes japoneses, marcando o início das relações entre Brasil e Japão. Em 1897, com o Tratado de Amizade em vigor, iniciou-se a instalação das missões diplomáticas brasileira e japonesa. A missão diplomática japonesa foi instalada em agosto, em Petrópolis, no Rio de Janeiro; e a missão diplomática brasileira, em setembro do mesmo ano, no Japão.
A Questão de Palmas foi enfim resolvida com o arbitramento pelo presidente dos Estados Unidos Grover Cleveland, cujo laudo foi inteiramente favorável ao Brasil (5 de fevereiro de 1895), destacando-se a atuação de José Maria da Silva Paranhos Júnior e de Domingos Olímpio. Neste período, o Brasil enfrentou outras duas questões territoriais: a da Ilha da Trindade e a Questão do Amapá. Em julho de 1895, os ingleses tomaram posse da Ilha, situada a aproximadamente 1.200 km do litoral do Espírito Santo, sob o pretexto de ali instalar uma estação telegráfica. O caso foi arbitrado por Portugal e o Brasil firmou sua soberania sobre a ilha em 24 de janeiro de 1897. Já no caso do Amapá, tropas francesas invadiram o território brasileiro até ao rio Araguari, subtraindo do Brasil aproximadamente 260.000 quilômetros quadrados, além de atacar e incendiar alguns povoados próximo à fronteira, com a questão sendo resolvida apenas no governo Campos Sales.
Por fim, destaca-se a promulgação da Tarifa Dingley pelos EUA em 1897, impondo impostos sobre lã e peles, que eram isentas desde 1872, e sobre lençóis, sedas, porcelana e açúcar, este último produto tendo a taxa dobrada. A Tarifa Dingley permaneceu em vigor por doze anos, tornando-se a tarifa mais duradoura da história dos EUA e também a mais alta, com uma média de 52% em seu primeiro ano de operação e uma taxa média anual de cerca de 47%. O Brasil no entanto, não fora afetado devido ao convênio aduaneiro firmado anos antes.

#### Campos Sales:funding loane a Questão do Amapá
Durante a presidência de Campos Sales, a chancelaria brasileira coube exclusivamente a Olinto Magalhães (1898-1902). Na diplomacia econômica, o governo deu continuidade à negociação do funding loan. Com esse acordo, suspendeu-se por três anos o pagamento dos juros da dívida; suspendeu-se por treze anos o pagamento da dívida externa existente; o valor dos juros e das prestações não pagas se somariam à dívida já existente; a dívida externa brasileira começaria a ser paga em 1911, pelo prazo de 63 anos e com juros de 5% ao ano; as rendas da alfândega do Rio de Janeiro e Santos ficariam hipotecadas aos banqueiros ingleses, como garantia.
Em 1899, o presidente da Argentina Júlio Roca, visitou o Rio de Janeiro, e, em 1900, Campos Sales retribuiu a sua visita, sendo recebido por um grande público, cerca de um quarto da população portenha, em Buenos Aires, sendo o primeiro presidente brasileiro no exercício do mandato a viajar ao exterior.
Depois de quase dois séculos de disputas a respeito da fronteira entre o Brasil e a França, o litígio foi vencido pelo Brasil em 1900, através do laudo pericial de Walter Hauser, presidente da Suíça, que seria expedido em 1 de dezembro de 1900 de forma favorável ao Brasil, determinando que a fronteira entre os dois territórios fosse o rio Oiapoque.
Com uma conflagração de brasileiros comandada inicialmente pelo espanhol Luis Gálvez Rodríguez de Arias em 1899, fundou-se o Estado Independente do Acre e teve início a Questão do Acre. No ano seguinte, Arias e o governo da Bolívia firmariam um armistício e, em 11 de julho de 1901, o Acre seria arrendado ao Bolivian Syndicate, um grupo de empresários industriais americanos.

#### A ascensão do Barão

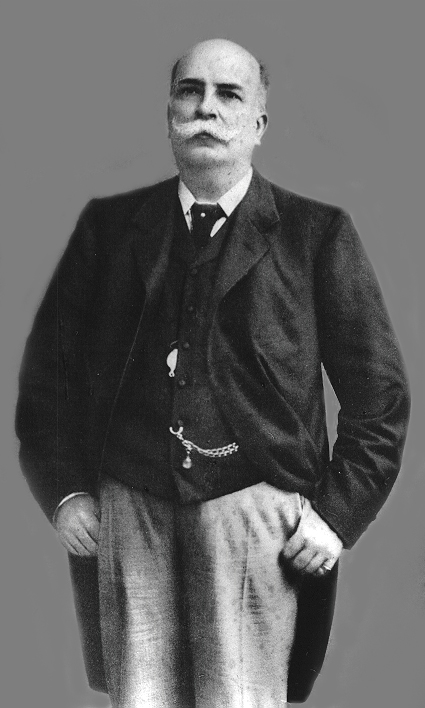
José Maria da Silva Paranhos Júnior, Barão do Rio Branco e Ministro das Relações Exteriores do Brasil entre 1902 e 1912, foi responsável pela resolução de uma série de questões fronteiriças em favor do Brasil, além de aprofundar as relações com os Estados Unidos.

Com a eleição de Rodrigues Alves para a presidência da república, José Maria da Silva Paranhos Júnior, o Barão do Rio Branco e então representante brasileiro em Washington, seria indicado ao Ministério das Relações Exteriores, onde chefiaria a política exterior brasileira por dez anos, passando ainda pelos governos de Afonso Pena, Nilo Peçanha e parte do governo de Hermes da Fonseca. Durante o período em que esteve à frente do Palácio do Itamaraty, o chanceler, patrono da diplomacia brasileira, foi responsável por colocar fim a uma série de questões fronteiriças e por aprofundar as relações com os Estados Unidos da América.

##### Relacionamento com os Estados Unidos
Em 1902, a Venezuela sofria uma bloqueio naval anglo-germânico para a cobrança da dívida pública daquele país, na qual o Brasil manteve uma posição de neutralidade. Embora os EUA não tenha tido relação direta com o evento, a negação da aplicação da Doutrina Drago demonstrava a perspectiva do chanceler em relação àquele país. A partir de 1905, sobretudo após o incidente Panther, a dupla Doutrina Monroe e Corolário Roosevelt, ou seja, a defesa e a proteção da ordem do hemisfério pelos Estados Unidos, passam a receber anuência e fortalecimento por Rio Branco. No mesmo ano, o Brasil abre sua embaixada em Washington, a ser chefiada por Joaquim Nabuco, substituindo o então representante brasileiro nos EUA, Assis Brasil. No ano seguinte, o Secretário de Estado americano Elihu Root vem ao Brasil em razão da Terceira Conferência Pan-americana, em que o Brasil reconhece os Estados Unidos como centro do subsistema continental.

##### Questões Fronteiriças
Também no início de sua gestão frente ao Ministério das Relações Exteriores, o Acre passava por um novo levante, sob o comando do gaúcho Plácido de Castro. Em 24 de janeiro de 1903, os bolivianos se rendem e um novo Estado Independente do Acre é proclamado. No mês seguinte, o governo realiza um distrato com o Bolivian Syndicate, sob o pagamento de indenização pelo Brasil. Em 17 de novembro, por fim, é assinado entre Brasil e Bolívia o Tratado de Petrópolis, em que o Brasil se obrigava a indenizar o Estado boliviano em 2 milhões de libras esterlinas e a construir a Estrada de Ferro Madeira-Mamoré. A questão só teria um desfecho em 8 de setembro de 1909, com a assinatura de Tratado com o Peru.
Além de sua participação na Questão de Palmas, Questão do Amapá e na Questão do Acre, esta última como ministro, Rio Branco seria responsável pela resolução de outros conflitos lindeiros. Em 1904, · foi resolvida a Questão do Pirara (Guiana Inglesa) por arbitramento presidido pelo rei da Itália e, no mesmo ano, foi assinado um Tratado de limites com o Equador, que perdeu a validade após o tratado de fronteiras deste país com o Peru. Em 1906, deu-se a definição de limites com a Guiana Holandesa (atual Suriname). Um tratado de limites foi firmado com a Colômbia no dia 24 de abril do ano seguinte. Por fim, em 30 de outubro de 1909, foi assinado um Tratado de Limites com o Uruguai, em que o Brasil concedeu o condomínio do Rio Jaguarão e da Lagoa Mirim, tendo em vista as necessidades do país vizinho em acessar aquelas canais.

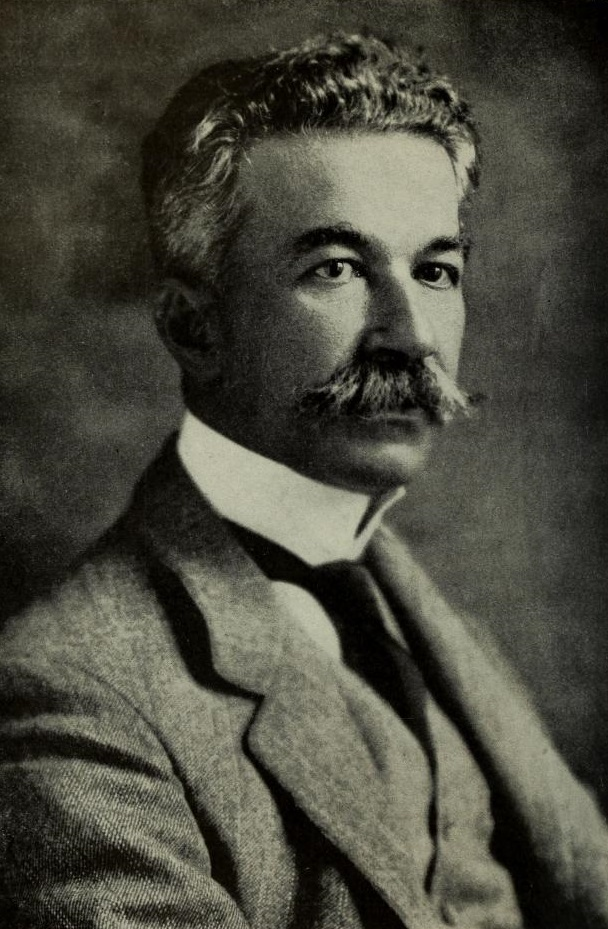
Domício da Gama, embaixador brasileiro em Washington durante a Primeira Guerra Mundial e, posteriormente, Ministro das Relações Exteriores.

#### O Brasil na Primeira Guerra Mundial
Com a morte do Barão do Rio Branco em 1912, o Ministério das Relações Exteriores foi assumido por Lauro Mueller, dois anos após a eleição de Hermes da Fonseca. Continuador da política americanista, teve já no primeiro ano de enfrentar a chamada Questão do Truste do Café, em que o Departamento de Justiça dos EUA propôs uma ação contra um dos principais executivos do comitê de valorização do café de São Paulo, por violação da Lei Shearman, alegando ser uma manobra monopolística para elevar os preços do produto. Apesar de ter se oposto veementemente contra a posição dos EUA, Domício da Gama, embaixador em Washington, foi responsável por encontrar uma solução amigável para manutenção das relações entre os dois países.
Em 1914, começava a Primeira Guerra Mundial, em que o Brasil inicialmente manteve uma posição de neutralidade, declarada em 4 de agosto daquele ano. Em 31 de janeiro de 1917, o Brasil era notificado pelo governo alemão a respeito de um bloqueio naval contra Inglaterra, França, Itália e Mediterrâneo Oriental, medida que colocava travas ao comércio brasileiro. No dia 5 de abril de 1917, o vapor brasileiro Paraná, um dos maiores navios da marinha mercante (4.466 toneladas), carregado de café, navegando de acordo com as exigências feitas a países neutros, foi atacado por um submarino alemão a milhas do cabo Barfleur e três brasileiros foram mortos, levando ao rompimento de relações diplomáticas com coligação formada entre a Alemanha e a Áustria-Hungria no dia 11 daquele mês. No início de maio, Lauro Mueller dá lugar ao ex-presidente Nilo Peçanha como Ministro das Relações Exteriores, que se manteria no cargo até 15 de novembro de 1918. Em junho, o Brasil revoga a neutralidade frente aos EUA e, posteriormente, frente à França, Rússia, Inglaterra, Japão, Portugal e Itália e passa a negociar com a Inglaterra a liberação do comércio de café, que havia sido proibido no país para liberar espaço de carga nos navios para produtos mais vitais, negociação que se estende até setembro de 1918.

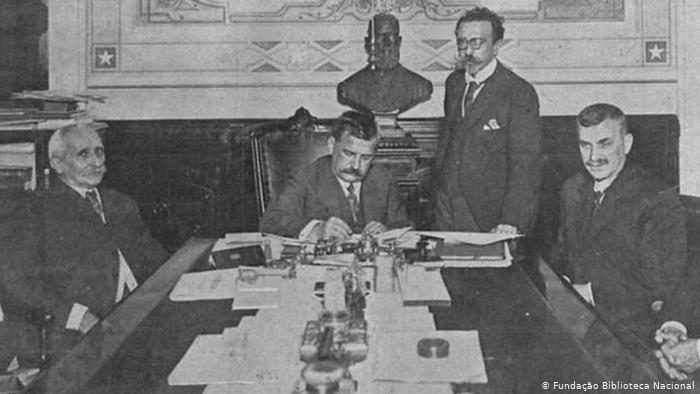
Venceslau Brás, declara guerra contra a Alemanha. Ao seu lado, o ministro das Relações Exteriores Nilo Peçanha (em pé) e o presidente de Minas Gerais Delfim Moreira (sentado).

Em outubro de 1917, o torpedeamento de mais um vapor leva à declaração de guerra pelo Brasil e, no mês seguinte, é promulgada a Lei de Guerra, que  autorizava medida contra súditos dos países inimigos. A participação efetiva do Brasil na guerra foi tímida, com destaque para a atuação da marinha e das equipes médicas. Em julho de 1918, foi lançada a Divisão Naval em Operações de Guerra (DNOG), que, no entanto, foi acometida pela gripe espanhola ao chegar na costa africana em 6 de setembro, alcançando a Europa apenas um dia antes do armistício (11 de novembro de 1918). Logo ao final da guerra, Nilo Peçanha deixaria o cargo de chanceler, que seria assumido pelo então representante brasileiro nos Estados Unidos, Domício da Gama. Devido à sua participação, o Brasil conseguiu assento com três delegados na Conferência de Paz de Paris, que deu origem ao Tratado de Versalhes, obtendo da Alemanha o pagamento com juros do café perdido com os navios naufragados ou armazenados em portos europeus, além de mais de 70 navios dos Impérios Centrais (a maioria alemã) que haviam sido apreendidos em águas brasileiras.
Em linhas gerais, a participação do Brasil na Primeira Guerra Mundial teve uma série de consequências positivas para o país. Além da participação nas conferências de paz, na qual se destacou a figura do futuro presidente Epitácio Pessoa, o Brasil participou da criação da Sociedade das Nações, sendo eleito sucessivamente como membro temporário de seu Conselho, embora não tenha nunca logrado obter a participação como membro permanente do órgão mais importante dessa organização. As legações da Inglaterra, França e Itália no Rio de Janeiro foram elevadas à categoria de embaixadas e o Brasil passou a receber apoio tecnológico-militar da França e dos EUA. Em 8 de setembro de 1919, uma missão militar francesa viria ao Brasil, mantendo-se até 1940 e, em 6 de novembro de 1922, foi assinado um contrato de cooperação militar com uma missão naval norte-americana, renovado em 1926 e vigente até 1930. Este último país passou a representar o principal parceiro comercial do Brasil, tanto em termos de importação como de investimentos, e os convênios aduaneiros Brasil-EUA foram mantidos até 1922. O Brasil apresentara uma melhoria na balança comercial durante a guerra, porém com um déficit após o final do período bélico.

#### Epitácio Pessoa
Durante a presidência de Epitácio Pessoa, o Ministério das Relações Exteriores foi chefiado por José Manuel de Azevedo Marques. A sua política externa foi marcada pela reorientação do ministério para dar enfoque a expansão comercial, renegociando ou firmando novos acordos aduaneiros com diversos países, como o de 23 de setembro de 1919 com a Itália e o de 1920 com a Bélgica. Durante o seu governo foi efetivada a substituição da libra pelo dólar, que passou a ser o padrão de paridade monetária brasileiro e foi obtido um empréstimo junto aos Estados Unidos para a eletrificação da Estrada de Ferro Central do Brasil.

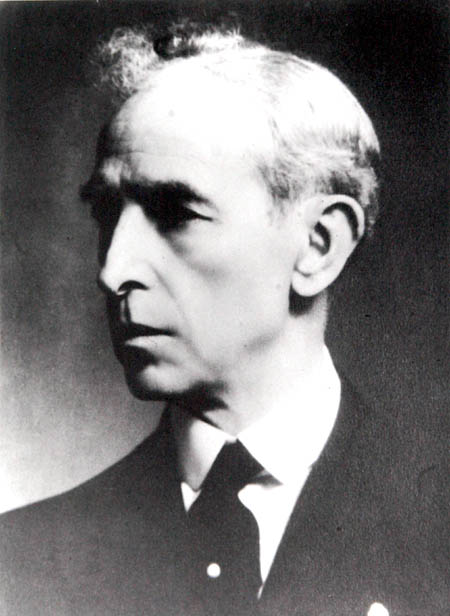
Afrânio de Melo Franco, embaixador brasileiro na Sociedade das Nações e Ministro das Relações Exteriores no início da Era Vargas, foi responsável pela saída do Brasil junto àquela organização.

#### Arthur Bernardes e a retirada da Liga da Nações
Já no governo de Artur Bernardes, a chancelaria coube a Félix Pacheco. Durante os anos 1922-26, houve uma orientação da política alfandegária, sem a renovação da redução específica de direitos, vigente desde Campos Sales, e restabelecendo a cláusula de nação mais favorecida em tratados com os EUA, Itália e Bélgica. Em 18 de outubro de 1923, o Brasil assinava um tratado comercial com os EUA, definindo tarifas máximas e mínimas a serem estabelecidas no comércio bilateral. No âmbito financeiro, cabe destacar a Missão Montagu, uma missão financeira inglesa chefiada por Edwin Samuel Montagu que chegou ao Rio de Janeiro em 30 de dezembro de 1923, com o objetivo de avaliar o estado das finanças do Brasil, que solicitava um empréstimo aos banqueiros daquele país.
O período foi marcado também pela busca do Brasil em ocupar um assento permanente no Conselho da Liga da Nações, com a criação, em 13 de março de 1924, de uma representação para tal fim, chefiada por Afrânio de Melo Franco. Como os Estados Unidos ao final não aderiram à Liga, o Brasil foi por um tempo o único país americano com assento no Conselho e procurou assumir a condição de porta-voz do continente. Várias fórmulas foram aventadas, como a hipótese de que o Brasil e a Espanha provisoriamente os lugares reservados aos EUA e à Alemanha. Foram concluídos, em outubro de 1925, os acordos de Locarno, que buscavam reintegrar a Alemanha no conjunto europeu e, ao mesmo tempo, fortalecer o sistema da Liga das Nações com o ingresso alemão no Conselho como membro permanente. A aquiescência da Liga era requerida e, para esse fim, foi convocada uma sessão extraordinária da Assembleia, em março de 1926. Com o anúncio da candidatura da Polônia a um assento permanente, diversos países passaram também a reivindicar um lugar, incluindo o Brasil. O presidente Bernardes, colocando a questão em termos de dignidade nacional, definiu que a delegação brasileira deveria votar contra qualquer aumento do número de cadeiras permanentes caso o Brasil não fosse contemplado. Uma comissão formada em seguida para estudar o assunto propôs o aumento do número de membros não permanentes, que seriam eleitos o mais cedo possível para assumir imediatamente suas funções. Tal artifício permitiria remover o Brasil do Conselho, se necessário, a tempo de garantir a unanimidade para a entrada da Alemanha em setembro. Diante disso, o governo brasileiro informou ao Secretariado, em 12 de junho, sua decisão de retirar-se da Liga, sob a alegação de que a organização, controlada pelas grandes potências europeias, havia abandonado os ideais que inspiraram sua criação.
Ainda no governo de Bernardes, aconteceria a V Conferência Internacional Americana, em Santiago do Chile, onde os demais países demonstraram preocupações desarmamentistas, tendo em vista a evolução militar do Brasil nos anos anteriores e as parcerias firmadas com potências nesse âmbito.

#### Washington Luís
Durante o Governo Washington Luís, a chefia do Ministério das Relações Exteriores coube a Otávio Mangabeira. Durante os últimos anos da Primeira República, o Brasil resolveu uma série de questões lindeiras, assinando tratados com a Argentina e com o Paraguai em 1927, com a Bolívia, Colômbia e Venezuela em 1928 e com a Inglaterra (em função da Guiana) em 1929. Nesse período, a política externa foi marcada também pela não adesão ao Pacto Briand-Kellog e pela neutralidade brasileira na Guerra do Chaco. Durante o seu governo, o Ministério passou por uma reestruturação, dando maior preocupação administrativa, com a criação dos Serviços Econômicos e Comerciais; a organização do arquivo, da biblioteca e o estabelecimento de melhores instalações; a integração com Ministério da Fazenda e o da Agricultura, Indústria e Comércio, tendo como foco central o comércio exterior, o crédito externo e a imigração; e a centralização e melhoria na produção de informações, através da produção de relatórios mensais pelo corpo diplomático.

#### A emergência da Diplomacia Econômica Brasileira
Durante os anos da Primeira República, a política externa brasileira foi caracterizada por uma maior preocupação com assuntos econômicos e pela predominância dos interesses do setor cafeeiro; pela inserção no tímido e nascente sistema multilateral econômico; pelo gradual surgimento do protecionismo tarifário; pelo auge da imigração, seguido de um gradual fechamento; e pela aproximação com os Estados Unidos em detrimento da Inglaterra, tanto na área comercial como na área financeira.
Durante esse período ocorre a consolidação progressiva de uma diplomacia econômica nacional, basicamente comprometida com os grandes temas do desenvolvimento econômico da nação, tais como o processo de industrialização, a mobilização de recursos externos para esse processo e para as grandes obras de infraestrutura, a de tecnologias avançadas, a busca pelo estabelecimento de relações “altivas” com os interesses estrangeiros no país. As relações econômicas internacionais do Brasil passam, ainda que de forma muito lenta, de uma diplomacia do primário, comprometida com a promoção de alguns poucos produtos de sua pauta de exportação, para a crescente afirmação de uma diplomacia do secundário, voltada para a industrialização. Esse processo é exemplificado pela reforma do corpo diplomático em 1918, que atribuía aos "Chefes de Missão uma intervenção mais vasta na política de expansão econômica da República, impondo‑lhes deveres no desenvolvimento do intercâmbio comercial do país". Na década seguinte foram criados os cargos de “adidos comerciais”, num total de onze, espalhados por diversas cidades da Europa e das Américas, até mesmo um em Alexandria.
O período republicano foi marcado pela dominação dos interesses ligados à exportação de café, com planos de “valorização” e empréstimos externos para a manutenção de estoques e retirada de circulação do produto, com o serviço da dívida sendo sustentado mediante uma sobretaxa aplicada às sacas exportadas. No âmbito externo, a diplomacia profissional foi mobilizada para a promoção comercial, além de negociações de acordos comerciais nos quais constasse um tratamento favorável ao café brasileiro. No âmbito multilateral, antecipando o fenômeno dos acordos de produtos de base e a constituição de organizações econômicas especificamente dedicadas ao café, a diplomacia econômica brasileira esteve na origem ou envolveu‑se diretamente na organização de diferentes reuniões de concertação, onde se buscou a elaboração de um acordo internacional sobre o café.
Multilateralismo
No plano multilateral, o cenário global foi marcado por poucas negociações e nenhuma regulamentação substantiva, a não ser por algumas conferências internacionais de cooperação para a facilitação aduaneira e o intercâmbio de estatísticas e pautas de comércio exterior, sendo que os debates sobre questões comerciais ou monetárias não resultaram em nada de significativo. Das conferências de Londres de 1924 e de Haia de 1930 sobre reparações de guerra, emergiram os planos Dawes e Young, resultando respectivamente na coordenação da ajuda à Alemanha e na criação do Banco Internacional de Compensações (BIS). A Conferência do Desarmamento Naval de Genebra, em 1926, e as conferências econômicas internacionais de Gênova, em 1922, e a de Londres, em 1933 não obtiveram sucesso, devido à incapacidade do abandono de políticas nacionalistas em favor da cooperação monetária e da liberalização comercial. No plano hemisférico, ocorreram no Escritório Pan‑Americano algumas reuniões dedicadas ao tratamento comercial uniforme, a questões arbitrais e a outras matérias técnicas, porém sem repercussões relevantes para os fluxos de comércio e as relações econômicas de modo geral.
Durante o período, uma Brasil aderiu a uma série de mecanismos multilaterais, dentre eles: Escritório Comercial das Repúblicas Americanas (1890); União Internacional para a Publicação das Tarifas Aduaneiras (1890); Acordo sobre a repressão das falsas indicações de procedência dos produtos (1891); Convenção sobre o Instituto Internacional de Agricultura (1905); Estatutos da Corte Permanente de Arbitragem — CPA (1907); União Internacional das Repúblicas Americanas (1910); Convenção de Washington da União de Paris sobre Propriedade Industrial (1911); Convenção Radiotelegráfica Internacional — Londres (1912); Convenção internacional de defesa agrícola - regulamentação sobre pragas (1913); Convenção para a unificação de regras em matéria de abalroamento (1913); Convenção Internacional do Opio — Haia (1914); Convenção sobre direitos e deveres dos neutros na guerra terrestre (1914); Convenção sobre direitos e deveres dos neutros na guerra marítima (1914); Convenção relativa ao regime de navios mercantes inimigos (1914); Convenção sobre transformação de navios mercantes em bélicos (1914); Convenção sobre restrições ao direito de captura na guerra marítima (1914); Convenção Pan‑Americana sobre reclamações pecuniárias (1915); Convenção Pan‑Americana sobre patentes, desenhos e modelos (1915); Convenção Pan‑Americana sobre propriedade literária e artística (1915); Pacto da Liga das Nações — SDN (1919); Organização Internacional do Trabalho — OIT (1919); Protocolo relativo ao Estatuto da Corte Permanente de Justiça Internacional (1920); União Internacional de Ferrovias (1922); Convenção sobre o Estatuto Internacional das Vias Férreas (1923); Convenção sobre uniformidade de nomenclatura aduaneira - Américas (1923); Convenção Pan‑Americana sobre marcas de fábrica e de comércio (1923); Convenção sobre limitação de responsabilidade de proprietários de navios (1924); Convenção Radiotelegráfica Internacional — Washington (1927); Convenção sobre a União Pan‑Americana (1928); Convenção do Instituto Internacional do Frio (1929); Convenção para a simplificação das formalidades aduaneiras — SDN (1929); Convenção para a criação do Escritório Internacional de Epizootias (1929); Convenção da Haia da União de Paris sobre Propriedade Industrial (1929); Convenção internacional sobre circulação de automóveis (1929); Tratado Geral de Arbitramento Interamericano (1929); Convenção Postal Universal (1929).

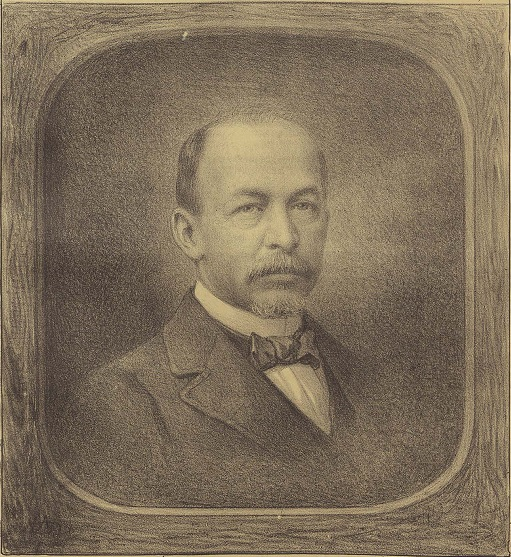
Joaquim Murtinho, Ministro da Fazenda de Campos Salles, responsável pela negociação do funding loan e pela aplicação da Tarifa Murtinho, principal instrumento tarifário da Primeira República.

##### Política Tarifária
O século XX assistiu à passagem de uma ordem econômica relativamente liberal e da estabilidade monetária permitida pelo padrão‑ouro a um sistema fechado e protecionista, marcado por guerras tarifárias e escaramuças cambiais. Coincidindo com a tendência neoprotecionista, a aplicação limitada da cláusula de nação mais favorecida passou ser frequentemente negociada em bases de  reciprocidade bilateral, com a utilização de tarifas mínimas (ou normais) e máximas (isto é, retaliatórias).
Na Primeira República, a tarifa aduaneira continuaria a ter fundamentos fiscais, assumindo tendências protecionistas apenas com o incremento da industrialização, levando os direitos de exportação a cair para 5% das receitas públicas. A primeira pauta republicana no assunto foi a introdução da cota-ouro, sancionada pelo ministro Rui Barbosa, como forma de preservar a capacidade de arrecadação: a partir de 1890, parte dos direitos alfandegários teria de ser paga em moeda forte (inicialmente 2%, que subiu para 10% em 1898, para 25% em 1900, para 35% em 1905 e, finalmente, 60% em 1922), como forma de compensar a desvalorização cambial (o câmbio baixara de 22 a 14 pence por mil‑réis; durante o Encilhamento). Uma nova tarifa, adotada em 1896 na gestão Rodrigues Alves, começa a aplicar o princípio da dupla pauta, uma geral e outra mínima, com vistas a obter vantagens de países que se abrissem aos produtos brasileiros.
Joaquim Murtinho, Ministro da Fazenda de Campos Salles, apesar de não compartilhar da crença protecionista (um outro nome de destaque liberal que se opusera à corrente protecionista foi Leopoldo de Bulhões), foi levado a promover uma nova revisão da tarifa e elevação da cota-ouro em 1900, devido a necessidades orçamentárias e às obrigações do funding loan. A “Tarifa Murtinho”, que dispunha sobre a aplicação de taxas mínimas (nação mais favorecida) e máximas (o dobro da primeira), foi mantida por mais de três décadas, sendo foi sucessivamente alterada pela aplicação negociada de níveis mínimos com países com os quais o interesse na colocação de certos produtos justificasse um tratamento de favor com base em níveis tarifários mínimos, como em diversos acordos comerciais negociados a partir de 1923, com os Estados Unidos, a Bélgica e a Espanha, por exemplo. Os altos níveis tarifários acabaram por ter efeitos industrializantes involuntários.
| Ano          | Medida                                                                                       | Características |
| ------------ | -------------------------------------------------------------------------------------------- | --- |
| 1889/1890    | Conferência Internacional Americana                                                          | Realizada com o objetivo de conformar uma união comercial das Américas, unificar procedimentos aduaneiros e de pagamentos, estabelecer regras para a propriedade intelectual e permitir investimentos em infraestrutura. |
| 1890 (10.03) | Tarifa Rui Barbosa                                                                           | Introdução da quota‑ouro: uma parte do imposto teria de ser paga em moeda forte: originalmente 2%, que subiu para 10% em 1898, para 25% em 1900, para 35% em 1905 e 60% em 1922. |
| 1890 (11.10) | Reforma da Tarifa Rui Barbosa                                                                | Reforma tarifária: cerca de 1.100 itens, a maior parte a taxas fixas, com aplicação de tarifa adicional ad valorem a 89 deles; nível mais elevado ad valorem: 60%. |
| 1891         | Convenção Aduaneira Brasil-EUA                                                               | Isenção completa ou reduções de direitos, sobre a base da reciprocidade, a diversos produtos de interesse brasileiro; países europeus reclamaram da discriminação, mas o acordo não prosperou devido à oposição parlamentar no Brasil em 1894 e à Tarifa McKinley nos EUA. |
| 1896 (20.04) | Tarifa Rodrigues Alves                                                                       | Tarifa altamente protecionista: supressão do adicional, mas definição de duas pautas, uma geral e outra mínima, para utilização de acordo com conveniências da política comercial; nível mais elevado ad valorem: 84%. |
| 1897 (04.03) | Tarifa Bernardino de Campos                                                                  | Mudanças na pauta, com redução em certos itens e aumento considerável em outros; nível mais elevado ad valorem: 200%. |
| 1897 (17.12) | Reforma da Tarifa Bernardino de Campos                                                       | Revisão da tarifa anterior, para aumentar a receita geral das alfândegas, via redução de vários itens. |
| 1899 (22.11) | Tarifa Joaquim Murtinho                                                                      | Implementada em 1900, a Tarifa Murtinho elevou bastante os direitos de importação, com objetivos porém essencialmente fiscais; aplicação de tarifa ad valorem a 114 itens, sobre 1.070, sendo o nível mais elevado 100%; preservou a dupla pauta: aplicação da tarifa mínima ao tratamento de favor e tarifa em dobro como arma de represália comercial. |
| 1900/ 1910   | Acordos comerciais                                                                           | Negociações de diversos acordos comerciais (França, Itália, Portugal), com sucessos diversos, em função do escopo limitado das concessões (Brasil pretendia sempre redução nos direitos aplicados ao café) e do caráter estritamente condicional da cláusula NMF. |
| 1911/ 1930   | Revisões e reformas parciais da Tarifa Murtinho e dos regimes aplicados ao comércio exterior | 1911 e 1925: isenções e franquias especiais a determinadas categorias de bens ou de importadores; eliminação dos regimes especiais em 1927; 1912 e 1918: mudanças nos valores de alguns itens; 1922: além da aplicação da tarifa máxima, elevando a 100% os direitos sobre mercadorias de determinado país, pode‑se aplicar ainda 20% adicionais, como medida de retaliação (antidumping); aplicação de tarifa diferencial para artigos de países que concedem compensações à produção brasileira; 1923: abolidos favores especiais aos Estados Unidos; 1924: introdução de taxa de 2% para a Caixa de Portos e de taxa de estatística de 0,2%; 1925‑1927: aplicação de restrições em caso de comércio desleal; 1927: redução a 40% dos direitos aplicados, para importações do setor público. |

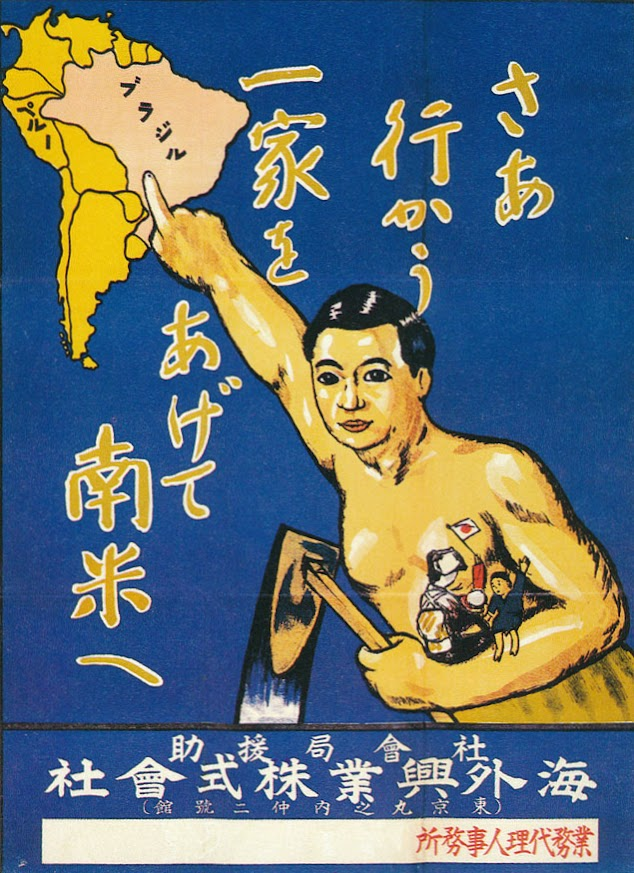
Cartaz japonês promovendo a imigração para o Brasil.

| 1923/ 1930   | Acordos comerciais                                                                           | Negociação de novos acordos bilaterais de comércio, com base numa aplicação recíproca da cláusula NMF: Estados Unidos (1923), Bélgica e Argentina (1924), Espanha (1925), Egito (1930); revistos nos anos 1930. |

##### Imigração
Na questão da imigração, o período da Primeira República assiste a passagem do auge da imigração ao fechamento. Em 1889, população do Brasil era de 14 milhões de pessoas. Nos dez anos seguintes iriam ingressar no país mais de 1 milhão de pessoas, e mais 1,5 milhão nas duas primeiras décadas do século XX, com uma predominância de italianos, portugueses e espanhóis, mais do que nos setenta anos anteriores do período monárquico. É nesse interregno que também ocorre a maior mobilização de esforços, diplomáticos e por outros agentes (como o estado de São Paulo, por exemplo), para a atração de trabalhadores.
| Período   | Italianos | Portugueses | Espanhóis | Alemães | Outros  |
| --------- | --------- | ----------- | --------- | ------- | ------- |
| 1820-1889 | 360 224   | 313 025     | 45 834    | 75 299  | 193 079 |
| 1891-1900 | 678 761   | 202 429     | 157 119   | 12 489  | 78 517  |
| 1901-1910 | 212 886   | 187 236     | 129 404   | 17 553  | 90 498  |
| Total     | 1 251 871 | 702 690     | 332 357   | 105 341 | 362 094 |

A política migratória estabelecida em 1890 restringia a entrada de africanos e asiáticos, não obstante o acordo que seria feito logo depois com o Japão, conforme mencionado acima, e, geralmente,  a entrada de não europeus tinha de ser aprovada pelo Congresso. A crise do café, a partir de 1902 intensificou a exploração de trabalhadores rurais nas fazendas paulistas, gerando medidas por parte de governos estrangeiros, como na Itália, com a suspensão da emigração subsidiada. Fatores políticos também passaram a ser considerados, sobretudo devido ao movimento anarquista: em 1907, por exemplo, estabeleceu‑se no Brasil uma lei que vedava a entrada de imigrantes cujos antecedentes, em seus países de origem, os enquadrassem como sujeitos à expulsão; outro decreto, assinado em 1921, estabelecia alguns casos de proibição de entrada para estrangeiros considerados indesejáveis, enquanto outras medidas restritivas foram adotadas em 1924 e em 1928, antecedendo a fase de fechamento dos anos 1930.

##### Diplomacia Financeira
No geral, as importações de capital se fizeram mais por motivos financeiros do que para investimento produtivos, sendo direcionadas para a cobertura de déficits estatais e para o serviço da dívida. Os investimentos britânicos, foram responsáveis por cerca de três quintos de todos os investimentos e empréstimos externos até 1914, sendo depois substituídos gradualmente pelos norte‑americanos. Até a Primeira Guerra Mundial, o Brasil era um dos principais tomadores de capitais britânicos na América Latina, rivalizando com a Argentina na captação de recursos externos. No Brasil, os capitais privados investidos chegam a representar o equivalente a 26% do valor das exportações.
| País devedor   | País credor | País credor | País credor | País credor | País credor | País credor |
| País devedor   | Reino Unido | França      | Alemanha    | EUA         | Outros      | Total       |
| -------------- | ----------- | ----------- | ----------- | ----------- | ----------- | ----------- |
| Argentina      | 1502        | 289         | 235         | 40          | 1151        | 3217        |
| Brasil         | 609         | 391         | -           | 50          | 146         | 1196        |
| Chile          | 213         | -           | 56          | 225         | -           | 494         |
| México         | 635         | -           | -           | 542         | -           | 1177        |
| Uruguai        | 154         | -           | 2           | -           | 199         | 355         |
| América Latina | 3585        | 711         | 320         | 1394        | 1559        | 7569        |

O perfil do endividamento externo começa a mudar nessa época, com a participação de outros agentes econômicos relevantes além do governo central e dos tradicionais banqueiros ingleses. Na Convenção de Taubaté, em 1906, o governo  paulista obteve financiamento de cerca de £1 milhão, não com os Rothschilds, que se opunham ao plano de valorização, mas com o Brasilianische Bank für Deutschland e com operadores de Nova York. Apenas no ano seguinte o governo federal iria atuar para garantir novos recursos, da ordem de £3 milhões, da Casa Rothschild. A descentralização republicana induzida pela nova Constituição, por seu lado, também alterou o perfil dívida externa, gerando uma certa irresponsabilidade dos estados e municípios, seja na contratação de alguns coffee realization loans, seja em operações de custo elevado e destinação duvidosa.
| País devedor   | País credor | País credor | País credor | País credor | País credor | País credor |
| País devedor   | Reino Unido | França      | Alemanha    | EUA         | Outros      | Total       |
| -------------- | ----------- | ----------- | ----------- | ----------- | ----------- | ----------- |
| Argentina      | 398         | 111         | 15          | 19          | 241         | 784         |
| Brasil         | 598         | 110         | -           | 5           | 4           | 717         |
| Chile          | 128         | 16          | 19          | 10          | 10          | 174         |
| México         | 140         | -           | -           | -           | -           | 154         |
| Uruguai        | 90          | 30          | -           | -           | -           | 120         |
| América Latina | 1481        | 302         | 93          | 262         | 262         | 2185        |

##### Comércio Internacional
O início do século XX assiste ao início da decisiva mudança de parceiros externos, com os EUA passando a desempenhar uma crescente predominância comercial, financeira e industrial, embora grande parte do comércio bilateral entre os Estados Unidos e o Brasil ainda fosse manipulado por firmas europeias e por bancos ingleses e o primeiro banco norte‑americano, o City New York, só se estabeleceria em 1915. De forma geral, a importância do setor externo se contrai no período republicano: a importância das exportações no produto nacional declina de 33% em 1890 a 15% em 1928, caindo também como percentual das rendas governamentais. Essa fase também é marcada pelo começo do boom da borracha; pelo aumento no volume das exportações e período de saldos favoráveis; pela concessão aos estados dos impostos de exportação; e pelo posição do Brasil como supridor de mais de 70% da produção mundial de café.

### Era Vargas
A política externa brasileira durante a Era Vargas foi marcada pela aproximação com a Alemanha e com os Estados Unidos, num processo de negociação de alianças no âmbito da Segunda Guerra Mundial, em que o presidente buscava pressionar uma parte através de movimentos políticos em favor da outra e vice-versa. Com relação à Alemanha, o país a exercer uma crescente influência econômica, aumentando sua participação no comércio brasileiro entre 1934 e 1938. Já para as relações com os Estados Unidos, ocorre o fim da chamada equidistância pragmática, entrando enfim num processo de aliança, tendo como base o pan-americanismo. O período também foi marcado pela definitiva utilização da política tarifária como uma ferramenta protecionista, além da utilização de mecanismos legais nacionalistas.

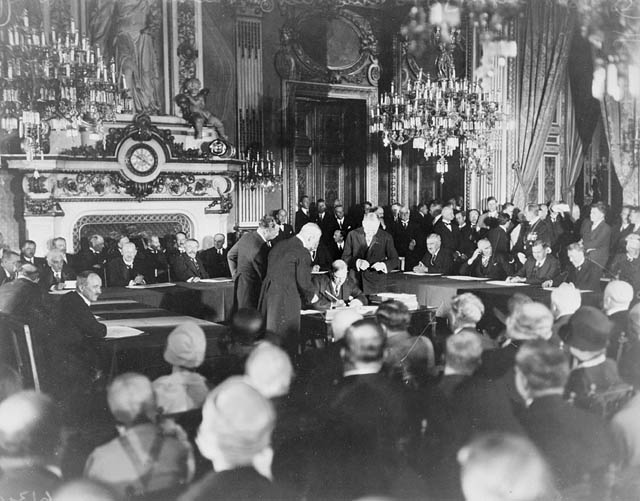
Assinatura do Pacto Briand-Kellog, tratado internacional antibélico firmado em Paris no dia 27 de agosto de 1928, ao qual o Brasil iria aderir em dezembro de 1933.

#### Afrânio de Melo Franco
Findado o movimento de 1930 que levou Getúlio Vargas ao poder, a chancelaria brasileira ficou a cargo de Afrânio de Melo Franco até dezembro de 1933. Logo em 15 de janeiro de 1931, foi decretada a fusão da Secretaria de Estado, do Corpo Diplomático e do Corpo Consular, dando origem a estrutura do Ministério das Relações Exteriores e, mais tarde, foi realizada a estruturação definitiva dos Serviços Econômicos e Comerciais do MRE. O triênio foi marcado pela ênfase no comércio, no  desenvolvimento nacional e pela busca da implantação de uma siderúrgica no Brasil. Em 15 de maio de 1931, teve início a Conferência Internacional do Café, que resultou na criação do Bureau Internacional do Café.
Em 11 de julho de 1931, o ministro realizara um jantar com diplomatas anunciando a disposição do Brasil em firmar tratados comerciais. Entre 19 de setembro e 31 de dezembro daquele ano seriam firmado acordos com Inglaterra, Países Baixos, Irlanda, Suécia, Alemanha, Suíça, Finlândia, Itália, Tchecoslováquia, Dinamarca, Islândia, Canadá, México, Romênia, Hungria e Noruega; e, no ano seguinte, seriam assinados tratados com Áustria, Bélgica, Luxemburgo, Polônia, Iugoslávia, Índia, Colômbia, Letônia e Lituânia, além de estender o tratado da Inglaterra à Terra Nova, Nova Zelândia e União Sul-Africana; negociar com o Alto Comissariado da Síria e Líbano, concluir projeto de acordo com Portugal, Argentina e Uruguai, negociações com Pérsia e Grécia e estudo relativos à França e Espanha. Assim, Melo Franco deixaria o ministério com o saldo de 31 acordos comerciais com a cláusula incondicional e ilimitada de nação mais favorecida. Todos os tratados seriam denunciados durante o período em que José Carlos de Macedo Soares estaria à frente do Ministério das Relações Exteriores (julho de 1934 a novembro de 1936), sob o argumento de que o protecionismo dos europeus não os respeitava.
Do ponto de vista militar, o período foi marcado pela não renovação da missão naval norte-americana em 6 de novembro de 30; pela adesão ao Pacto Briand-Kellog, anunciada na VII Conferência Internacional Americana, em Montevideu; e pela visita do general e presidente argentino Agustín Justo em outubro de 1933, com a Assinatura do Tratado Antibélico de Não Agressão e Conciliação, junto com Chile, México, Paraguai e Uruguai.
Entre a saída de Melo Franco à frente chancelaria e o golpe do Estado Novo, outros dois temas merecem destaque: a participação do Brasil como mediador na Questão de Letícia e na Guerra do Chaco. No caso do primeiro, o Brasil, representado por Cândido Rondon, foi mediador junto com a Sociedade das Nações, contribuindo para o Tratado assinado entre Peru e Colômbia em 24 de maio de 1934. No caso da Guerra do Chaco, o Brasil e a Argentina mantiveram uma neutralidade inicial e se recusaram a participar da Comissão de Investigação e Conciliação devido a possibilidade de conflito de interesses. Em 1935, no entanto, os dois países iriam participar da formulação de um Protocolo sobre a Convocação da Conferência de Paz entre Paraguai e Bolívia.

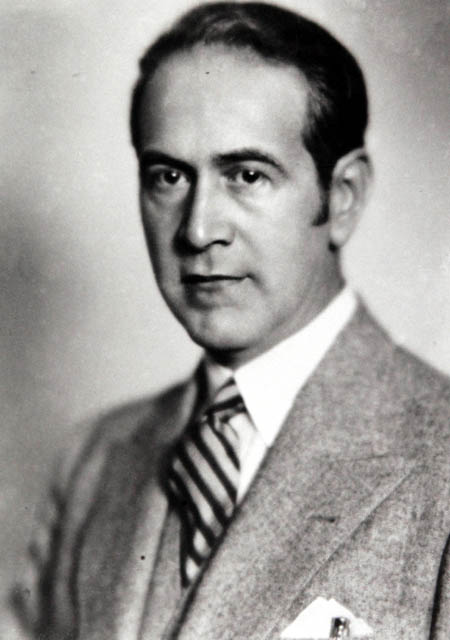
Osvaldo Aranha, chanceler brasileiro entre 1938 e 1944 e presidente da Assembleia Geral da ONU em 1947, foi responsável pela aproximação do Brasil com os Estados Unidos durante a Segunda Guerra Mundial.

#### Osvaldo Aranha e o Estado Novo
Com o estabelecimento do Estado Novo, o então embaixador brasileiro em Washington, Osvaldo Aranha, pedira demissão do cargo por discordar das características antidemocráticas do governo. Em março de 1938, no entanto, foi convencido por Getúlio Vargas a assumir o Ministério das Relações Exteriores, mantendo-se como chanceler até 1944. Aranha foi encarregado pela política exterior brasileira durante um período conturbado da política internacional devido à Segunda Guerra Mundial, sendo responsável por estabelecer um contrapeso ao Eixo e aos elementos germanófilos do governo varguista, além de favorecer a aproximação do Brasil com os Estados Unidos. Durante a maior parte desse período, o Brasil, sobretudo pelo posicionamento do presidente Vargas, manteve um posicionamento de equidistância pragmática, ora pendendo para um lado e ora para outro, buscando negociar os melhores termos possíveis para o país.
Entre 1936 e 1938, a Alemanha passara a ser a principal origem das importações brasileiras e o Brasil o principal importador de produtos alemães no continente, tendo como um dos principais fatores desse incremento um tratado comercial firmado entre os dois países em 6 de junho de 1936, na forma de um ajuste de compensação que visava o incremento das vendas de algodão, café, cítricos, couro, tabaco e carnes. O comércio entre os dois países era realizado através das "caixas de compensação", ou seja, um comércio compensado sem a utilização de moedas estrangeiras. Nesse mesmo período, o Brasil firmara a compra de armas e submarinos de empresas italianas, além de contratos com a Krupp entre 1937-38 e com outras cinco empresas alemãs no ano seguinte para o recebimento de material bélico, o que levaria a oposição dos EUA e da Inglaterra, dependendo de negociações diplomáticas para recebimento dos armamentos. Apesar da aproximação com os países do Eixo e algumas divergências com os Aliados, as relações do Brasil com os Estados Unidos iriam se aprofundar durante o período. Em 2 de fevereiro de 1935, os dois países iriam firmar um Tratado Comercial com cláusula de nação mais favorecida. Em fevereiro e março de 1939, antes do início do conflito na Europa, uma missão brasileira visita os Estados Unidos, assinando tratados de cooperação e, entre maio e julho daquele ano, os generais Marshall e Góis Monteiro trocam visitas. Entre 1939 e 1941, já no âmbito da Segunda Guerra Mundial, os EUA e a Inglaterra voltam a ser principais parceiros comerciais do Brasil, o comércio com Alemanha declina e o comércio com Espanha e União Sul-Africana também cresce, quadro que se mantém durante a guerra.
A chancelaria de Osvaldo Aranha também merece destaque pelas profundas reformas administrativas realizadas no Itamaraty, que, dentre outras coisas, instituiu o quadro único da carreira de diplomata no Brasil.

##### O Brasil na Segunda Guerra Mundial

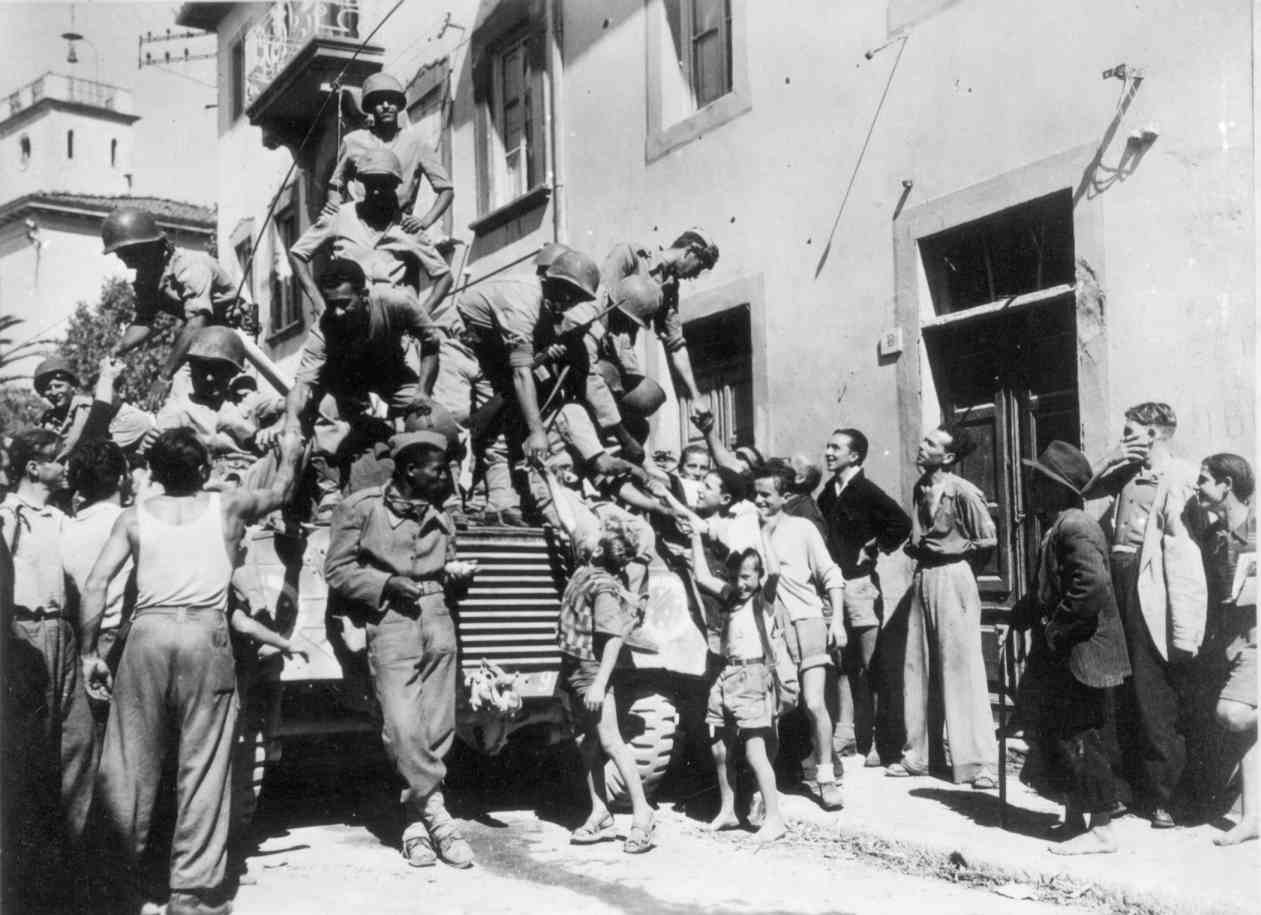
Soldados da Força Expedicionária Brasileira (FEB) sendo saudados por italianos no final de setembro de 1944.

Em 29 de junho de 1939, na iminência de eclosão de um conflito na Europa, o chanceler Osvaldo Aranha publicaria um documento onde propunha regras de neutralidade e sugestões em caso de uma guerra generalizada, como normas para economia de recursos e regularização financeira. Iniciada a Segunda Guerra Mundial em setembro, o Brasil declararia posição de neutralidade, corroborada na I Reunião de Consulta das Repúblicas Americanas, realizada em novembro no Panamá, onde o Brasil também asseguraria a defesa do princípio do mar continental, tendo em vista suas preocupações em relação à incapacidade de exercer vigilância sobre o litoral. Entre 1939 e 1940, o Brasil pendia entre os dois lados da guerra, buscando, sobretudo, negociar investimentos para a instalação de uma planta siderúrgica no Brasil. O início das tratativas com os EUA se mostravam infrutíferos, tendo em vista a exigência daqueles para que tal projeto fosse realizado com a participação do setor privado estadunidense. Com o avanço da Alemanha sobre a França em maio de 1940, Getúlio Vargas passou a demonstrar certa simpatia ao Eixo, que seria representada pelo discurso do presidente de 11 de junho de 1940 no encouraçado Minas Gerais, onde elogiou os regimes totalitários. O posicionamento de Vargas pressionaria Washington a aceitar os termos do Brasil, levando à conclusão, em 25 de setembro, de um acordo com ajuda financeira (pelo Eximbank) e tecnológica para a implantação da Companhia Siderúrgica Nacional.
No biênio 1941-42, o Brasil demonstraria um alinhamento com os Estados Unidos. Em 1941 é assinado um contrato de venda de minerais estratégicos em troca de equipamentos. Em julho daquele ano também é realizada uma concessão à Pan Air para aperfeiçoar aeroportos no nordeste e, após o ataque a Pearl Harbor, em 7 de dezembro de 1941, foi convocada uma Reunião de Consulta dos Ministros das Relações Exteriores das repúblicas americanas, a ser realizada no Rio de Janeiro em janeiro do ano seguinte. Em 28 de janeiro de 1942, o Brasil rompia relações diplomáticas com os países do Eixo, sob a promessa de reequipamento das Forças Armadas pelos EUA e, em fevereiro e março, o ministro da Fazenda Artur de Sousa Costa realiza missão ao país, que resultaria em acordos militares, estratégicos e econômicos assinados entre fevereiro e agosto, tratando, sobretudo, de fornecimento de armas e de capital para assumir as companhias do Eixo e do desenvolvimento da indústria extrativa. Em março também foi autorizada modificações das bases militares em Belém, Natal e Recife e, em 23 de maio, foi estabelecida a Comissão Mista de Defesa Brasil-EUA, integrada por militares de ambos os lados, funcionando nas duas capitais, responsável por organizar a cooperação militar.
A partir desse cenário, foram iniciados torpedeamentos por submarinos do Eixo em fevereiro de 1942, para interromper o comércio entre os dois países e, após um ataque a um navio de passageiros em agosto, o Brasil reconhecer o estado de beligerância contra Alemanha e Itália, por meio do decreto Nº 10.358, de 31 de agosto de 1942. Ao final de janeiro de 1943 ocorre um diálogo entre Roosevelt e Getúlio em Natal sobre a Guerra e, no dia 28 daquele mês, um documento do Estado-Maior reconhece que a participação do Brasil não era necessário nem decisiva, mas importante do ponto de vista moral e político. As forças terrestres do Brasil são integradas ao comando dos EUA e a marinha é incorporada à Quarta Esquadra estadunidense, com o papel primordial de proteger o comércio naval. Apesar da modesta participação brasileira na Segunda Guerra, os saldos para o país foram significativos. Além de obter superávits comerciais durante o período, as forças armadas brasileiras passaram por um amplo processo de modernização, tanto do ponto de vista tecnológico, com a obtenção de novos equipamentos e estruturas, quando do ponto de vista humano, através de treinamentos e capacitação junto ao Exército dos EUA.

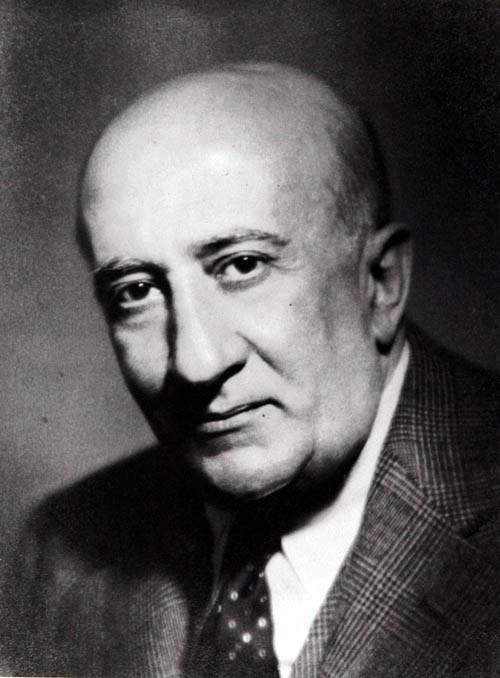
Pedro Leão Velloso, Ministro interino das Relações Exteriores ao final da Era Vargas, foi o chefe da delegação brasileira na Conferência de São Francisco, que deu origem à ONU. Foi também o responsável pela criação do Instituto Rio Branco.

##### O Brasil e a Criação da ONU
O primeiro plano concreto para a criação de uma nova organização mundial veio sob a tutela de Franklin Delano Roosevelt que criou o nome "Nações Unidas" para os Aliados da Segunda Guerra Mundial. Em  29 de dezembro 1941, durante um encontro na Casa Branca, Roosevelt, Winston Churchill e o assessor de Roosevelt, Harry Hopkins, esboçaram um texto que seria chamado Declaração das Nações Unidas. Após incorporar sugestões soviéticas e chinesas, representados respectivamente por Maxim Litvinov e T. V. Soong, o documento foi assinado em 1 de janeiro de 1942 e depois recebeu adesão de diversos países (no caso do Brasil, em 1943), sendo a base da Organização das Nações Unidas.  Entre agosto e outubro de 1944, foi realizada a Conferência de Dumbarton Oaks, em Washington, por representantes dos Quatro Policiais, delineando o que seria a estrutura da ONU. Cerca de um mês antes da Conferência Dumbarton Oaks, o governo brasileiro informou que concordava com a necessidade de um organismo internacional destinado a garantir a ordem e a paz e, em outubro de 1944, após tomar conhecimento das propostas de Dumbarton Oaks, convocou uma comissão de notáveis para examinar o projeto, concluindo que havia sido posto um peso excessivo do critério militar na estrutura da ONU, embora considerasse satisfatório o projeto, acreditando que a estrutura de poder da organização deveria ser alterada futuramente.
Depois de meses de planejamento, a Conferência das Nações Unidas sobre Organização Internacional foi aberta em São Francisco, em 25 de abril de 1945, com a presença de 50 governantes. As instruções à delegação do Brasil foram redigidas pelo Embaixador Hildebrando Accioly e muitas ideias do governo brasileiro sobre a organização mundial já haviam sido expostas na declaração apresentada à Conferência de Chapultepec, no México, em fevereiro de 1945, sobre o projeto de Dumbarton Oaks. A delegação que representou o Brasil em São Francisco foi chefiada pelo Embaixador Pedro Leão Velloso, então Ministro interino das Relações Exteriores. Os demais delegados eram Carlos Martins Pereira e Souza (diplomata brasileiro) e Cyro de Freitas Valle; Estevão Leitão de Carvalho; Armando Figueira Trompowski de Almeida; Silvio de Noronha; Antonio Camillo de Oliveira (diplomata); e Bertha Lutz. O Brasil indicou representantes para acompanhar todas as Comissões e Comitês da Conferência e Leão Velloso distribuiu instruções reservadas aos delegados e assessores para preveni-los de que, caso fossem obrigados a se pronunciar de forma imprevista sobre determinado assunto, a orientação da delegação era de fortalecer a Assembleia Geral e a Corte Internacional de Justiça e, de modo geral, “votar sempre pela solução mais liberal”.
De modo geral, as principais influências brasileiras no processo de criação da ONU se deram, de um lado, pela organização de um grupo de "potências médias" que reivindicavam maior participação no Conselho de Segurança, maior poder da Assembleia frente àquele órgão e um mecanismo de revisão mais flexível para a Carta da ONU, os quais não foram atendidos, e, de outro lado, pela defesa de princípios relacionados ao desenvolvimento econômico e social, à não-intervenção, à paz, à igualdade dos seres humanos e à saúde pública, obtendo a incorporação destes na Carta e fortalecendo a o estabelecimento do Conselho Econômico e Social (ECOSOC) e da Organização Mundial da Saúde (OMS).

### República Populista

Raul Fernandes, chanceler do governo Dutra, responsável pela política do alinhamento automático aos Estados Unidos.

#### Dutra e o alinhamento automático
Empossado em 31 de janeiro de 1946, Eurico Gaspar Dutra teria uma política externa marcada pelo alinhamento automático aos Estados Unidos. Após a passagem de dois ministros pelo Itamaraty no primeiro ano de governo, Raul Fernandes assumiria a chancelaria em dezembro de 1946, ficando no cargo até o final do governo. Em 1947, o Brasil recebe a visita do presidente Truman, assina o TIAR (Tratado Interamericano de Assistência Recíproca), corta relações diplomáticas com a URSS (que haviam sido retomadas por Vargas após o fim da guerra) e não reconhece a República Popular da China, seguindo o posicionamento dos EUA, ainda que o representante brasileiro na ONU, Osvaldo Aranha, fosse favorável ao reconhecimento.
A política econômica no governo Dutra foi marcada por uma crise do setor externo. As autoridades monetárias e cambiais tornaram-se vítimas de uma espécie de “ilusão de divisas”, que se apoiava sobre três pontos: (1) o país parecia estar em situação bastante confortável com relação às suas reservas internacionais; (2) julgava-se credor dos Estados Unidos da América pela colaboração oferecida durante a Segunda Guerra Mundial, e (3) acreditava que uma política liberal de câmbio seria capaz de atrair significativo fluxo de investimentos diretos estrangeiros, dando solução duradoura para o potencial desequilíbrio do balanço de pagamentos. Após a constatação dos problemas relacionados à liberalização, optou-se pelo retorno ao controle cambial e pela adoção de um sistema de contingenciamento às importações, entre meados de 1947 e início de 1948.
Em 1948, é estabelecida a Comissão Brasileiro-Americana de Estudos Econômicos, formada por um grupo de técnicos norte-americanos sob a direção de John Abbink e por um grupo de técnicos brasileiros chefiados por Otávio Gouveia de Bulhões com o objetivo de analisar fatores relacionados ao desenvolvimento econômico brasileiro, retomando o princípio da cooperação econômica estabelecido pela Missão Cooke em 1942. O resultado de seus trabalhos, publicado em fevereiro de 1949, ficou conhecido como Relatório Abbink.

João Neves da Fontoura, chanceler de 1951 a 1953, responsável por aprofundar as relações de cooperação e alinhamento do Brasil com os Estados Unidos.

#### Governo democrático de Vargas e Café Filho
Durante a segunda passagem de Vargas pela presidência, a política externa brasileira foi marcada pela deterioração dos termos de troca com os Estados Unidos e pelos conflitos entre forças nacionalistas, lideradas sobretudo por militares e membros do CNPq, e forças pró-EUA, com grande representação dentro do Itamaraty.
A chancelaria de João Neves da Fontoura foi caracterizada pela defesa do alinhamento com os Estados Unidos, que pode ser exemplificada pela IV Reunião de Consulta da OEA (realizada entre 26 de março a 7 de abril de 1951), na qual o Brasil teve um posicionamento marcado pelo anticomunismo e por reivindicações financeiras para o desenvolvimento; pela instalação, em 19 de julho de 1951, da Comissão Mista Brasil-Estados Unidos, presidida por Horácio Lafer e encarregada de formular projetos a serem apresentados ao BIRD e ao Eximbank, obtendo a aprovação de 41 projetos num total de 387 milhões de dólares; e por dois acordos entre Brasil e Estados Unidos, um em 21 de fevereiro de 1952 para a venda de minerais atômicos (7.500 toneladas em 3 anos) através de compensações específicas (transferências técnicas e aquisição facilitada de equipamentos) e outro em 15 de março de 1952 sobre assistência militar recíproca, num comércio que ficou conhecido pelo termo armas por minerais.
Apesar da resistência dos nacionalista não ter obtido sucesso em barrar a venda de minerais estratégicos aos EUA, o governo de Vargas implantaria medidas antipáticas ao capital estrangeiro e aos interesses estadunidenses, tais como a recusa em enviar tropas à Guerra da Coreia em junho de 1951 (apesar da requisição da Secretaria Geral da ONU e do posicionamento favorável do ministro Fontoura); a criação da Petrobras em dezembro de 1951, impedindo a participação de capitais estrangeiros na pesquisa, lavra, refino e distribuição de petróleo; e o decreto de janeiro de 1952 que regulamentava e restringia as remessas de lucro para o exterior.
Um outro acordo entre Brasil e EUA seria firmado em 20 de agosto de 1954, já na chancelaria de Vicente Rao, regulamentando exportações brasileiras de tório e importação de trigo estadunidense. O ministro seria também responsável pela promoção do reconhecimento da Organização dos Estados Americanos para a solução dos conflitos surgidos na América Latina.
Após o suicídio de Vargas, Raul Fernandes voltaria à chefia do Itamaraty, dando continuidade à política mais simpática ao capital estrangeiro, em consonância com as medidas liberais do novo ministro da Fazenda, Eugênio Gudin, responsável pela obtenção de um empréstimo de 200 milhões de dólares junto ao EUA. Em 3 de agosto de 1955 seria firmado com aquele país um acordo de cooperação sobre usos civis de energia atômica e o Programa Conjunto para Reconhecimento dos Recursos de Urânio no Brasil, o qual, por pressão do grupo nacionalista, resultaria na instalação de uma CPI em 1956.

João Augusto de Araújo Castro, diplomata brasileiro e futuro chanceler, foi responsável pela formulação da Operação Pan-Americana junto com Augusto Frederico Schmidt.

#### Juscelino Kubitschek e a Operação Pan-Americana
A política externa do Governo Juscelino Kubitschek foi marcada pela atenção dada ao combate ao subdesenvolvimento, destacando-se a busca pelo aumento das exportações e atração de capital estrangeiro, além do movimento de aproximação e busca de apoio financeiro dos Estados Unidos no que ficou conhecido como Operação Pan-Americana (OPA).
Seu primeiro chanceler, José Carlos de Macedo Soares, fora empossado durante a presidência de Nereu Ramos. O início do período foi marcado por um acordo com os EUA para usos civis da energia atômica (31 de julho de 1957); pela oposição do Brasil ao Mercado Comum Europeu em reunião do GATT (outubro de 1957); pela Conferência Internacional do Café (janeiro de 1958); e pela assinatura de 31 acordos bilaterais com a Bolívia sobre exploração do petróleo boliviano, construção da ferrovia Corumbá-Santa Cruz, limites territoriais e à circulação de mercadorias da Bolívia (março de 1958). Em maio de de 1958, o senado dos EUA instalara uma subcomissão presidida por Wayne Morse para analisar os motivos do processo de deterioração das relações Estados Unidos-América Latina, após o então vice-presidente dos Estados Unidos, Richard Nixon, ter sofrido tentativa de agressões por parte de manifestantes na Venezuela. Aproveitando-se da oportunidade, Juscelino Kubitschek passou a negociar a criação da Operação Pan-Americana: após uma série de cartas trocadas com Dwight Eisenhower, o presidente brasileiro realizou um discurso aos chefes das missões diplomáticas no Rio de Janeiro em 20 de junho de 1958, onde apresentava o projeto, resultando no envio de um aide-mémoire ao governo dos EUA e no estabelecimento de um grupo de trabalho sobre a OPA, presidido por Sérgio Correa da Costa.
Já na chancelaria de Negrão da Lima, os primeiros resultados concretos da Operação Pan-Americana seriam alcançados, com o seu acolhimento pela Organização dos Estados Americanos e a constituição de uma Comissão Especial de Fomento Econômico, constituída em novembro de 1958 por representantes de 21 países, dentre eles o brasileiro Augusto Frederico Schmidt. Além da comissão, destaca-se durante a gestão de Lima a VI Reunião de Consulta dos Ministros das Relações Exteriores das Repúblicas Americanas, em São José da Costa Rica, na qual o Brasil anunciou o rompimento de relações diplomáticas com República Dominicana, no período em que antecedeu a guerra civil naquele país e a sua invasão pelos Estados Unidos.
O final do mandato de JK teve Horácio Lafer à frente do Itamaraty, quando os principais resultados da Operação Pan-Americana começam a ser obtidos: em 28 de fevereiro de 1960 é assinado o Tratado de Montevidéu, quando é criada a Associação Latino-Americana de Livre Comércio (ALALC) e, em outubro de 1960 o Banco Interamericano de Desenvolvimento inicia suas atividades. Posteriormente, seria ainda lançada a Aliança para o Progresso por John F. Kennedy. A chancelaria de Lafer, no entanto, já iria apresentar algumas das características de não-alinhamento com os Estados Unidos, processo que seria aprofundado nos anos seguintes, tais como o reatamento das relações comerciais com a URSS através de um acordo de compensação em dezembro de 1959 e o discurso de Walther Moreira Sales, embaixador do Brasil nos EUA,  Sociedade Pan-Americana e à Sociedade Brasileiro-Americana (em Nova York), apresentando problemas das relações comerciais entre Brasil e EUA em 28 de janeiro de 1960. Por fim, cabe ainda destacar o estabelecimento de relações diplomáticas com a Coréia e com o Ceilão, criação de embaixadas em suas capitais, e o reconhecimento da independência de 17 estados africanos, embora sem adquirir tom anticolonialista.

#### Política Externa Independente
Os últimos anos da República Populista foram caracterizados pela crise no balanço de pagamento e pela gestação da chamada Política Externa Independente (PEI), em que se buscava balizar as relações internacionais brasileiras através dos princípios da universalização, pragmatismo, defesa da paz, do combate ao subdesenvolvimento e da autodeterminação dos povos e busca por autonomia e participação na comunidade internacional.

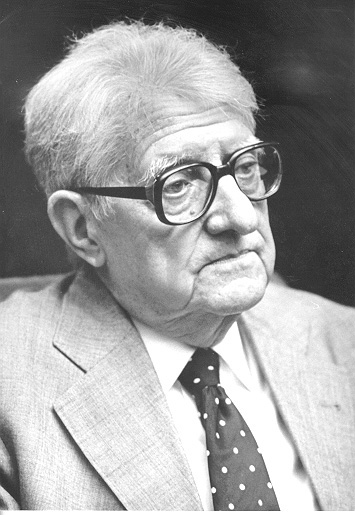
Affonso Arinos de Mello Franco, chanceler de Jânio Quadros e principal formulador da Política Externa Independente.

##### Jânio e a chancelaria de Affonso Arinos de Mello e Franco
Ao assumir o governo em janeiro de 1961, Jânio Quadros convidaria para chefiar o Itamaraty o diplomata Affonso Arinos de Mello e Franco, então segundo-secretário na embaixada do Brasil em Roma. O chanceler seria responsável pela formulação de novas diretrizes para a política externa brasileira, ilustradas pela mensagem ao Congresso Nacional no dia 15 de março daquele ano e em artigo publicado na revista Foreign Affairs. O breve período de Mello e Franco como Ministro das Relações Exteriores foi marcado pela melhoria das relações com a Argentina, por intensas negociações com os EUA e com potências europeias, pela aproximação do Brasil com outros atores globais e por inovações na estrutura burocrática do Itamaraty.
Entre 21 a 23 de abril, foi realizada reunião presidencial com Arturo Frondizi, onde foi assinado um acordo cultural; emitidas duas declarações (uma econômica e outra política - "Declaração de Uruguaiana"); estabelecido um Convênio de Amizade e Consulta para sistema de troca de informações e coordenação da atuação internacional; e iniciado o funcionamento do Grupo Misto de Cooperação Industrial Brasil-Argentina, criado em 19 de setembro de 1958. Entre 6 e 10 de julho, ocorre também uma visita de Adolfo Mugica, chanceler argentino, com assinatura de acordo e convênios sobre os serviços diplomáticos dos dois países.
No âmbito da relação com as potências ocidentais, o posicionamento do Brasil foi marcado pelo pragmatismo. Se, de um lado o Brasil demonstrou certa independência, como, por exemplo, a posição  contrária à intervenção dos EUA em Cuba (em conferência de fevereiro realizada com representante estadunidense enviado ao Brasil, Adolf Berle Jr.) e o envio de representante à Reunião Preliminar e Conferência de Chefes de Estado e de Governo dos Países Não Alinhados, realizada entre 5 e 13 de julho em Cairo, por outro lado o governo buscou negociar acordos comerciais e apoio financeiro junto aos países desenvolvidos. Nos Estados Unidos, o embaixador Walther Moreira Salles foi responsável pela renegociação da dívida, iniciada em março, e pela obtenção, em maio, de US$ 600 milhões pelo Eximbank, US$ 170 milhões do Tesouro Americano, US$ 100 milhões da futura Agência para o Desenvolvimento Internacional (ADI) e US$ 300 milhões do Fundo Monetário Internacional. Tais créditos foram obtidos no âmbito da chamada Aliança para o Progresso, lançada em 13 de março por John F. Kennedy e discutida no domínio do Conselho Econômico e Social Interamericano da Organização dos Estados Americanos entre 5 a 17 de agosto, sendo responsável pela destinação de US$ 20 bilhões ao continente. Ainda no contexto das relações com os Estados Unidos, seria firmado em 4 de maio o 3º Acordo sobre Produtos Agrícolas entre os dois países, em que se acordava a destinação de recursos decorrentes da venda de trigo ao Brasil para empréstimos aplicados em programas de desenvolvimento. No continente europeu, a renegociação da dívida ficaria a cargo de uma missão chefiada por Roberto Campos, que firmaria acordos de consolidação de compromissos a médio prazo, obtenção de 110 milhões de 52 bancos da Alemanha, França, Suíça, Itália, Bélgica, Inglaterra, Suécia e Países Baixos para o Banco do Brasil.
O ano de 1961 também foi expressivo devido à aproximação do Brasil com outros atores globais. Os anos anteriores haviam assistido a um aumento expressivo no comércio com países da Europa Oriental, sobretudo Iugoslávia, Polônia, Tchecoslováquia, Hungria e Alemanha Oriental, com os quais o Brasil mantinha um saldo positivo. Naquele ano seria realizada a Missão João Dantas a região, com resultados frutíferos para a política exterior do Brasil. Em 31 de março foram estabelecidas relações diplomáticas com Hungria, Romênia e Bulgária; em 3 de abril com a Albânia; no dia 20 de abril foi constituído um Grupo de Trabalho no Itamaraty sobre a Alemanha Oriental; entre 2 de maio a 17 de junho foram realizadas reuniões com a Polônia para recebimento de fábricas, máquinas e equipamentos em troca de café e outros produtos. Além da assinatura de instrumentos de cooperação cultural e científica com alguns dos países da região, foram celebrados sete acordos comerciais que versavam sobre a troca de matéria-prima por produtos industriais: Bulgária (21 de abril); Iugoslávia (29 de abril); Romênia (15 de maio); Hungria (15 de maio); Tchecoslováquia (19 de maio); Polônia (25 de maio); e Albânia (10 de junho). Em maio de 1961, também foi realizada viagem de uma delegação comercial brasileira à URSS, em que se decidiu re-estabelecer as relações diplomáticas com aquele país e acordou-se a venda de 20 mil toneladas de café, e, em agosto, o vice-presidente João Goulart fez uma visita diplomática à República Popular da China, ainda não reconhecida pelo Brasil. No âmbito do continente africano, foi criado um Grupo de Trabalho sobre a África no Itamaraty e criadas embaixadas em Gana, Nigéria e Senegal.
Do ponto de vista administrativo, a chancelaria de Affonso Arinos foi marcada pela criação do Serviço de Propaganda e Expansão Comercial do Brasil (Sepro), em 10 de março, e pela reforma do Itamaraty através da Lei nº 3.917, de 14 de julho.

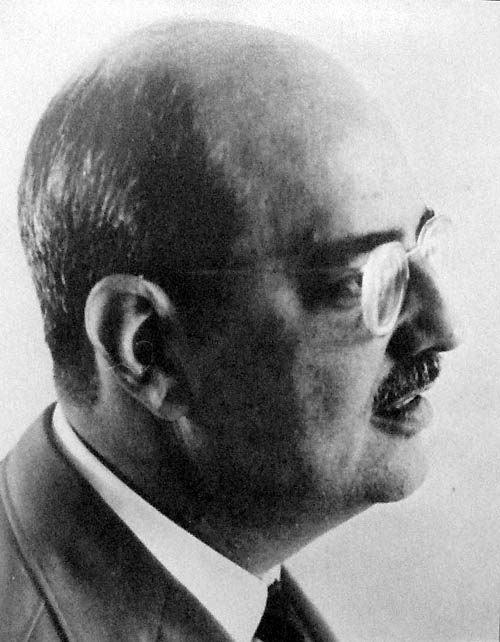
San Tiago Dantas, primeiro chanceler do governo Jango e um dos formuladores da Política Externa Independente.

##### João Goulart
Durante o Governo João Goulart, a política externa brasileira deu continuidade ao processo iniciado por Jânio Quadros, tendo como primeiro chanceler San Tiago Dantas (1961-62), responsável por dar sucessão ao estreitamento das relações com a Argentina, à política pragmática frente aos Estados Unidos e à busca pela universalização das relações internacionais do Brasil. Em 24 de setembro de 1961 é realizado um encontro de Jango com o presidente argentino e assinatura de uma declaração confirmando o entendimento dos acordos de Uruguaiana e, em novembro seguinte, o Ministro das Relações Exteriores visita o país, onde é assinada uma declaração conjunta dos compromissos de Uruguaiana e é prevista o estabelecimento de uma Comissão Mista Permanente de Consulta entre os dois países.
No âmbito das relações com os Estados Unidos, dois temas recebem atenção, quais sejam, a crise de Cuba e a expropriação da ITT no Brasil. Em 12 de janeiro de 1962, San Tiago Dantas convocara o chefe de todas as missões diplomáticas no Brasil para propor uma solução que respeitasse a autodeterminação dos povos. Na VIII Reunião de Consulta dos Ministros das Relações Exteriores da OEA, realizada em entre 22 a 31 de janeiro daquele ano em Punta del Este, seria realizada a expulsão de Cuba da organização. Apesar da publicação de uma nota por diversos diplomatas de peso pedindo a exclusão cubana (Macedo Soares, Fontoura, Rao e Lafer) no dia anterior à reunião, San Tiago Dantas apresentou forte oposição a esse posicionamento e o Brasil, junto com Argentina, México, Chile, Equador e Bolívia se abstiveram. Cuba, no entanto, foi excluída do Sistema Interamericano e da Junta Interamericana de Defesa, com a suspensão do comércio de armas e material de guerra. Outro tema que representou um choque de interesses entre Brasil e EUA foi a respeito da empresa americana ITT, desapropriada por Brizola em fevereiro de 1962. Logo em seguida, o Congresso dos EUA votou a emenda Hinkenlooper, suspendendo ajuda a países que procedessem com nacionalizações sem indenização. A questão foi tratada pelo visita de João Goulart a John F. Kennedy em abril de 1962, em que o presidente brasileiro proferiu um discurso simpático à Aliança para o Progresso perante o Congresso dos EUA e foi publicado um comunicado conjunto dos presidentes a garantindo segurança dos investimentos no Brasil em contrapartida à justa compensação com reinvestimento pelas empresas dos EUA no país. A demanda por empréstimos dos EUA para a SUDENE, no entanto, não foi atendida na visita.

Lincoln Gordon, embaixador dos EUA no Brasil entre 1961 e 1966, foi responsável pela Operação Brother Sam.

Ainda na gestão de San Tiago Dantas, destacam-se o re-estabelecimento formal de relações diplomáticas com a URSS em 23 de novembro de 1961, sob um discurso pró-pragmatismo e comercial; a criação da Comissão de Comércio com a Europa Oriental (COLESTE), um órgão interministerial do governo brasileiro, em 1962; a participação na Conferência do Desarmamento em março de 1962, na qual oito potências “não alinhadas” (Brasil, Birmânia, Etiópia, Índia, Nigéria, México, República Árabe Unida e Suécia) se manifestaram contra explosões nucleares e pelo desarmamento e reconversão econômica, ou seja, a destinação de recursos para o desenvolvimento ao invés de armas; e o posicionamento neutro do Brasil em relação à independência da Angola, tendo em vista os ideias pró-Africa do Brasil e anticolonialistas, ao mesmo tempo em que buscava prezar pelas relações com Portugal.
San Tiago Dantas seria sucedido por Affonso Arinos por um breve período de dois meses, nos quais seria aprovada a lei de remessa de lucros, e depois por Hermes Lima, chanceler entre setembro de 1962 e junho de 1963. Nesse período a agenda da política externa brasileira é dominada pelas relações com os Estados Unidos, sobretudo pela interferência desse país na política interna brasileira. As Eleições Gerais em 1962, realizadas em outubro, foram marcadas pela ajuda financeira estrangeira a candidatos anticomunistas, quando o Instituto Brasileiro de Ação Democrática e a Ação Democrática Popular receberam apoio, costurado por Lincoln Gordon, do Royal Bank of Canada, Bank of Boston e First National City Bank, o que levaria a instalação de uma CPI em seguida. Naquele mês ocorreria também o estabelecimento de um bloqueio naval à Cuba, decretado em uma votação na OEA, na qual o Brasil favoreceu a posição, porém se posicionou contra qualquer tipo de intervenção. No dia 29 de outubro, Albino Silva, chefe da Casa Militar da Presidência, seria enviado à Cuba para uma missão de paz. Ainda em 1962, tendo em vista a escalada da crise política após a eleição, Bob Kennedy vem em dezembro ao Brasil para tentar influenciar Goulart na composição do novo ministério e discutir as relações entre os dois países. No ano seguinte, San Tiago Dantas, então Ministro da Fazenda, firma acordo com os EUA em março para um empréstimo de 398 milhões de dólares condicionado à medidas de austeridade, com a liberação imediata de 84 milhões e sem conseguir colocá-lo em prática, devido, entre outras coisas, à nacionalização da American Foreign Power Companny (AMFORP). No ano seguinte, Gordon seria responsável pela estruturação da Operação Brother Sam, movimento de apoio político-militar dos EUA ao Golpe de 1964.

### Ditadura Militar

#### Castelo Branco e a "correção de rumos"
Após a posse do general Humberto Castelo Branco como presidente da república, Vasco Leitão da Cunha foi designado para chefiar o Itamaraty e Juracy Magalhães, que substituiria Leitão da Cunha em 1966, para a embaixada brasileira em Washington. A política externa do início da Ditadura Militar ficou conhecida pela "correção de rumos" e pelo desmonte das bases da Política Externa Independente, por meio de uma teoria conhecida como "círculos concêntricos", uma vez que estabeleceu metas específicas para a América Latina, para o Ocidente e, especialmente, para os Estados Unidos. Esse período foi pautado no realismo da bipolaridade da Guerra Fria, pelo ocidentalismo, pela noção de “segurança coletiva” e pela abertura ao capital estrangeiro. Houve, no entanto, medidas direcionadas pela tradicional noção universalista, como a posição no GATT e na UNCTAD; o posicionamento antiarmamentista na Conferência do Desarmamento em Genebra, com a proposição de um fundo para reversão de gastos militares em desenvolvimento econômico; e a participação em 26 órgãos da ONU em 1964, subindo para 30 órgãos em 1965.

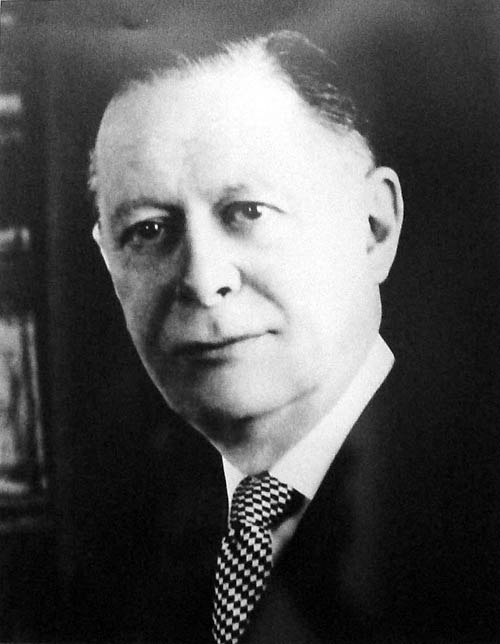
Vasco Leitão da Cunha, primeiro chanceler da Ditadura Militar, responsável pelo estabelecimento da teoria dos "círculos concêntricos" e pela reaproximação com os EUA.

Dentre os principais eventos da política externa brasileira em 1964, destacam-se a participação na Conferência da ONU para o Comércio e Desenvolvimento (UNCTAD) entre 23 de março e 15 de junho, na qual o Brasil defenderia a noção de "segurança econômico coletiva", posicionamento que seria reafirmado pela delegação brasileira junto ao GATT; o rompimento das relações diplomática com Cuba em 13 de maio; o posicionamento favorável às sanções contra Cuba (suspensão do comércio, do transporte marítimo, não manutenção de relações diplomáticas e consulares) na IX Reunião de Consulta dos Ministros das Relações Exteriores da OEA, em julho; a visita do presidente senegalês Léopold Senghor ao Brasil, com a assinatura de acordo comercial com “tratamento mais favorável possível", em 23 de setembro; e um acordo com a Argentina sobre o comércio de trigo, em 7 de novembro. Em 1964, o Brasil acordaria 14 ajustes com a Agency for International Development, recebendo, até o ano seguinte, 650 milhões de dólares; e a Divisão da África do Itamaraty publicaria um estudo sobre as potencialidades das relações do Brasil com aquele continente, indicando a possibilidade de comercializar até US$ 4 bilhões em 1964, e US$ 4,5 bilhões no ano seguinte.
No ano seguinte, é realizada uma missão do senador estadunidense William Fullbright ao Brasil, com uma série de resultados para as relações Brasil-EUA: reescalonamento das dívidas com EUA, Europa e Japão, plano de ajustamento econômico e endividamento nos padrões do FMI; acordo de garantia de investimentos (6 de fevereiro); cooperação para usos civis de energia atômica (8 de julho); reformulação da lei de remessas; indenização pela estatização da AMFORP e da ITT; concessões a empresas dos EUA; ajustes militares e acordo aerofotográfico; e cooperação com especialistas militares e econômicos. No âmbito da América do Sul, em 27 de março foi inaugurada a ponte da amizade com o Paraguai e re-estabelecida a “amizade” com o país após demonstração de pretensões territoriais na região das Sete Quedas, através da Ata das Cataratas; e, em 23 de abril, a criação de uma Comissão Especial econômica com a Argentina, além da proposição pelo então Ministro do Planejamento Roberto Campos de uma união aduaneira com aquele país, que não fora adiante. No contexto africano, foi realizada, entre maio e junho, a primeira missão comercial à África, visitando Senegal, Libéria, Gana, Nigéria, Camarões e Costa do Marfim, quando seriam firmados acordos conforme o modelo do ano anterior com Senegal, com a venda de US$ 500 mil e o encaminhamento de outros US$ 2 milhões em negócios. No ano seguinte, já no período de Juracy Magalhães a frente do Ministério das Relações Exteriores, seria realizada uma segunda missão comercial à África, visitando Moçambique, Angola, Gana, Costa do Marfim e África do Sul. Em setembro de 1965, Roberto Campos viajara à URSS e, em novembro, reunia-se pela primeira vez a Comissão Mista Bilateral Brasil-URSS.
Por fim, destaca-se, no espaço da América Latina, a Crise na República Dominicana entre abril e agosto de 1965, em que a X Reunião de Consulta dos Ministros das Relações Exteriores da OEA aprovara a intervenção dos EUA no país, com o Brasil recebendo o comando das forças de paz, de cerca de 1100 homens; e a II Conferência Interamericana Extraordinária, realizada em novembro no Rio de Janeiro, aprovando princípios para reforma da Carta da OEA.
Apesar do aumento das exportações de 1,4 para 1,7 bilhão de dólares no triênio, os investimentos e empréstimos no Brasil decaíram, tornando o Brasil um "exportador líquido de capitais", com a remissão de US$ 1,4 bilhão antes o recebimento de US$ 1,3 bi, fortalecendo o aumento do endividamento externo, que cresceu da casa dos US$ 3,9 bi para US$ 5,2 bilhões.

José de Magalhães Pinto, chanceler durante o governo Costa e Silva, responsável pela Diplomacia da Prosperidade, que marcava o retorno ao universalismo pragmático da política exterior brasileira.

#### Diplomacia da Prosperidade
Após o fim do mandato de Castelo Branco e a ascensão da chamada "linha-dura", a política externa brasileira voltou a ser balizada pelos princípios tradicionais do universalismo e do pragmatismo. Durante a presidência de Costa e Silva, a chancelaria caberia a José de Magalhães Pinto, que no exercício do cargo articulou pedidos de empréstimos internacionais para financiar obras de infraestrutura para o desenvolvimento do Brasil numa política denominada Diplomacia da Prosperidade em muitos pontos similar à Política Externa Independente. As diretrizes da Diplomacia da Prosperidade seriam apresentadas no discurso de posse do ministro no Itamaraty em 15 de março de 1967 e, posteriormente, em discurso na Câmara (10 de maio) e na Escola Superior de Guerra (28 de julho), bem como num relatório publicado naquele ano. Ciente que a détente entre Estados Unidos e a União Soviética modificava as regras da política global pregava uma aliança entre os países do Terceiro Mundo, alinhando-se ao Grupo dos 77. Além disso, eliminava os conceitos de bipolaridade, de segurança coletiva, da interdependência política, militar e econômica e do ocidentalismo. Da mesma forma, as novas diretrizes da política externa brasileira seriam apresentadas em 12 de abril na Reunião de Chefes de Estado Americanos em Punta e em 15 de abril no Itamaraty pelo presidente Costa e Silva, o qual, antes mesmo de assumir o cargo, havia se desentendido com com o embaixador do EUA Lincoln Gordon devido às características de um projeto desenvolvimentista para o Brasil.
As divergências com os Estados Unidos se intensificariam naquele ano também em decorrência de outros fatores, tais como a limitação à importação de café solúvel; o contingenciamento de têxteis; acordo internacional do cacau; a demanda por maior participação do Brasil nos fretes bilaterais e por uma parcela brasileira maior na redistribuição das quotas de açúcar. Apesar da assinatura de acordos nucleares com Israel (1966); França (1967); Espanha e Índia (1968), o Brasil faria parte, em 9 de maio de 1967, do Tratado de Tlatelolco, para a proscrição de armas nucleares na América Latina. Também no âmbito do continente americano, na reunião de abril mencionada acima (Reunião dos Chefes de Estado da OEA no Uruguai), foi aprovada a criação do Mercado Comum Latino-Americano, a ser implantado em prazo de 15 a partir de 1970. Por outro lado, o Brasil se ausentaria da reunião de junho de 1967 da OEA sobre segurança coletiva. O ano de 1967 ainda foi marcado pela criação de Comissão Mista Bilateral com o Japão, reunida pela primeira vez em fevereiro de 1968 e pela segunda em maio de 1969; e pela definição de uma política brasileira de paz sobre o conflito de Israel no Conselho de Segurança da ONU.
O ano de 1968 seria marcado pelas duas posições brasileiras de maior destaque do período. Na segunda conferência da UNCTAD, realizada em Nova Déli entre fevereiro e março, o Brasil adotava uma “atitude decididamente reivindicatória” junto com o Terceiro Mundo e, em 1º de julho, recusava-se a aderir ao Tratado de Não Proliferação de Armas Nucleares (TNP), pois, embora defendesse o princípio de não armamento, não julgava aceitável as imposições das duas grandes potências, alegando que não resolviam o problema de perigo nuclear. O final da chancelaria de Magalhães Pinto seria ainda marcada pela visita da Rainha Elizabeth II ao Brasil (1968); pela troca de visitas com o chanceler da Alemanha Ocidental, Willy Brandt, firmando o Acordo de Cooperação em Ciência e Tecnologia e o Acordo Cultural (1968); pela criação do COARABE, um Grupo de Coordenação do Comércio com os Países Árabes (1969); pelo Tratado da Bacia do Prata com Argentina, Paraguai, Uruguai e Bolívia, com a finalidade de “promover o desenvolvimento harmônico e a integração física da Bacia do Prata e de suas áreas de influência” (23 de abril de 1969); início de atritos com a Argentina sobre aproveitamento dos rios (1969); e pela apresentação ao presidente Nixon de reivindicações da Comissão Especial de Cooperação da Latino-Americana (CECLA) e do “Consenso de Viña del Mar” para uma nova abordagem de apoio ao continente (1969).

#### Diplomacia do Interesse Nacional
Substituindo Costa e Silva na presidência, Emílio Garrastazu Médici entregaria a chefia do Itamaraty a Mário Gibson Barbosa, cuja gestão, autodenominada "Diplomacia do interesse nacional", era baseada num conceito de desenvolvimento que conjugava bilateralismo com multilateralismo terceiro-mundista, rejeitando, contudo, tanto os alinhamentos automáticos quanto o multilateralismo reivindicatório, ao estilo do movimento dos países não-alinhados dos anos 1960. Na linha do universalismo da chancelaria anterior, o período 1969-1973 foi caracterizado pela expansão dos laços brasileiros com diversos atores globais, incluindo organizações internacionais e países árabes, africanos, asiáticos e europeus, pelo aprofundamento da cooperação com os países vizinhos
No âmbito multilateral, destacam-se a adoção do mar territorial em março de 1970 pelo Brasil; a posição do chanceler brasileiro na tradicional abertura da Assembleia da ONU pelo Brasil, em que a substituição da estratégia de estabilidade para uma “estratégia dinâmica de desenvolvimento" (XXV Assembleia Geral da ONU, em 1970); a participação na Conferência das Nações Unidas sobre o Meio Ambiente (junho de 1972, Estocolmo), onde foi barrada uma proposta dos países desenvolvidos em limitar a 12 milhas o mar territorial e aprovada a proposta da Conferência para o Direito do Mar, a ser realizada em 1974 e a participação no GATT em setembro de 1973, em que o Brasil propôs inovações para o comércio mundial.
As relações com os Estados Unidos se mantiveram fria durante o período, com a visita, em dezembro de 1971, de Médici aos EUA para tratar com Nixon sobre cooperação, tornar lobbies antibrasileiros no Congresso e assinar acordos sobre pesca, produtos agrícolas, cooperação científica, atividades espaciais e pesquisas oceanográfica; além de marcar o início do desequilíbrio comercial a favor dos Estados Unidos, que se manteria até meados da década de 80.
No contexto europeu, distingui-se, em 1969, a visita do Ministro de Tecnologia britânica, resultando num aumento do comércio bilateral entre Brasil e Inglaterra, acordos com Portugal e Espanha na área comercial e cultural, 5 reuniões do COLESTE, com a apresentação de mais de 100 empresas nas região do leste europeu e a assinatura, em 5 de dezembro, de protocolo com a URSS para fornecimento de máquinas e equipamentos, com financiamento soviético de 100 milhões de dólares para o quadriênio seguinte. Em 1972, o presidente da Coleste visita sete capitais da região, reunindo as sete Comissões Mistas, obtendo créditos para a exportação brasileira e instituindo uma espécie de comércio de compensação, tendo como resultado a abertura de vários escritórios comerciais daqueles países no Brasil e fechando o período 1970-1973 com um aumento considerável do saldo comercial brasileiro. Em 22 de outubro de 1973, o Brasil estabeleceria relações diplomáticas com a Alemanha Oriental, e, em 18 de dezembro daquele ano, é firmado um acordo acordo com a Comunidade Econômica Europeia, que passou a absorver 30% das exportações brasileiras e se tornou o mais parceiro comercial do Brasil. Entre 1970 e 1973, houve uma aceleração substancial da cooperação com a Europa Ocidental e um incremento do comércio e dos investimentos, resultando na assinatura da Convenção de igualdade de direitos e deveres entre brasileiros e portugueses; ajuste nuclear ao Acordo de 1969 com a Alemanha e convênios nas áreas espacial, ciências básicas, matemática, computação e treinamento militar; Acordo Básico de Cooperação Técnica com a Espanha; Convênio Nuclear com a França; acordo de transporte marítimo com Suécia, Dinamarca e Noruega; e acordos para evitar bitributação, com o estabelecimento de comissões mistas bilaterais.
A política externa brasileira também visou a expansão para a África e a Ásia, com a viagem do chanceler (a primeira de um ministro brasileiro ao continente africano, dando início à “política africana do Brasil”) a Senegal, Costa do Marfim, Gana, Togo, Daomé, Nigéria, Camarões, Gabão, Zaire e Egito, este último retribuindo visita pelo chanceler egípcio (1972); sua visita ao Japão em 22 de setembro daquele ano, retribuída em seguida pelo chanceler japonês, resultando na assinatura de Acordo Básico de Cooperação Técnica; e viagens a Israel e Arábia Saudita, em 1973, e ao Quênia, em 1974. Ao final de 1973, o Brasil havia instalado embaixadas no Iraque e na Arábia Saudita, encarregando negócios com Líbia e Kuwait e firmado convênios de comércio e cooperação técnica com Israel, Egito e Iraque. Tem início uma aceleração do comércio com o continente africano, em que, entre 1972 e 1981, as exportações brasileiras passariam de US$ 90 milhões para US$ 1,9 bilhão e as importações de US$ 152,9 milhões para US$ 1,98 bilhão. O período é marcado também pelos atritos entre perspectivas anticolonialistas e lusófilas, esta última representada pelo então Ministro da Fazenda Delfim Netto, chegando o Brasil a assinar uma declaração conjunta com o governo do Senegal condenando o colonialismo, embora com postura de silêncio em relação às colônias portuguesas.
No plano do hemisfério americano, houve em 1970 a Institucionalização da Assembleia Geral da OEA como órgão de cooperação, em detrimento da Conferência Interamericana Quinquenal e, em 1973, grandes projetos de cooperação com países sul-americanos, destacando-se o Tratado de Itaipu, de 26 de abril, complementado pelos acordos de fevereiro de 1974, 4 de dezembro de 1975 e 15 de fevereiro de 1978; a Ata de Cooperação no Campo dos Hidrocarbonetos, Siderurgia e outros projetos industriais correlatos com a Bolívia, assinada em viagem do chanceler a La Paz no mês de novembro, sendo complementada pelos tratados de 22 de maio de 1974 e 17 de agosto de 1977; a realização de estudos para a implantação de uma binacional do carvão com a Colômbia.
No plano militar, manteve-se contrário à adesão ao tratado de não-proliferação de nuclear, incentivando a qualificação tecnológica e construção de uma indústria armamentista nacional.
Na sua gestão foi transferida a sede do Itamaraty para Brasília, o Palácio dos Arcos.